# Liste des zones de Sonic the Hedgehog
Vous lisez un « article de qualité » labellisé en 2022.
La liste des zones de Sonic the Hedgehog recense les noms et les présentations simplifiées d'environnements visitables dans les jeux qui se déroulent dans l'univers fictif du personnage de jeu vidéo Sonic.
Sonic the Hedgehog compte un nombre important de zones. Elles sont issues des premiers jeux de la franchise, en 2D, mais aussi de jeux plus récents, la plupart des jeux de la série principale intégrant de nouvelles zones. Elles ont été conçues de diverses façons, avec des gameplays et des musiques propres qui ont aussi évolué. Le concept de zones Sonic est ensuite décliné sur d'autres médias, tels les films, les figurines ou les jeux de société. Parmi les zones les plus connues, principalement issues des premiers jeux, Green Hill Zone est la plus célèbre, avec Marble Zone et Labyrinth Zone aussi issues de Sonic 1, ainsi que Chemical Plant Zone et Casino Night Zone de Sonic 2.

## Définition
Le nom « zone » désigne, dès les premiers jeux de Sonic the Hedgehog, un environnement, souvent riche en plate-formes, sans que cette présence de plate-formes n'en devienne excessive pour autant. Ce milieu est visitable au cours de niveaux du jeu vidéo. Généralement, chaque zone se subdivise en un nombre variable d'actes, en fonction du jeu, « acte » étant le nom donné à un niveau dans de nombreux jeux de Sonic the Hedgehog. La traversée de la zone se conclut par un combat face à un boss,,.

## Univers

### Géographie
Les différentes zones se répartissent dans différentes îles :
- Angel Island[Note 1] est le lieu d'origine de Knuckles et l'emplacement de l'Émeraude mère[3],[4],[5].
- Christmas Island[Note 2] est le lieu d'origine de Sonic[6].
- Cocoa Island[Note 3] est le lieu de l'intrigue de Tails Adventure[7].
- Eggman Island[Note 4] est le lieu dans lequel a lieu SegaSonic[8].
- Northstar Islands [Note 5] est le lieu de l'action de Sonic Superstars.
- Prison Island[Note 6] est le lieu qui sert de centre pénitentiaire au GUN[9].
- South Island[Note 7] est le lieu où se déroule Sonic 1[6].
- Starfall Islands[Note 8] est le lieu de l'action de Sonic Frontiers[10].
- Westside Island[Note 9] est le lieu parcouru dans Sonic 2[11].

Dans Sonic Colours, l'action a lieu à une échelle interstellaire cependant. Ainsi, les territoires parcourus se situent dans l'espace et différentes planètes sont explorées,.

### Chronologie

#### Principale chronologie
| Cosplayeur déguisé en hérisson bleu anthropomorphe.                                                                      |  | Cosplayeur déguisé en homme moustachu aux habits rouges. |
| Dans la franchise Sonic the Hedgehog, Sonic affronte constamment Eggman (ici, cosplays respectifs des deux personnages). |  |                                                          |

Eggman s'attaque à South Island pour y récupérer les Émeraudes du chaos, et Sonic décide de l'en empêcher (Sonic 1). Un astre mystérieux, Little Planet, apparaît peu après, ce qui amène Eggman à tenter de prendre les Time Stones et à envoyer sa nouvelle création, Metal Sonic, capturer Amy Rose ; toutefois, Sonic le vainc à nouveau (Sonic CD). Après avoir défait Eggman, il se rend à Westside Island où il rencontre Tails, avant d'à nouveau faire face à Eggman, qui cherche à nouveau à obtenir les Émeraudes, cette fois pour sa station spatiale, le Death Egg (Sonic 2). Vaincu, Eggman se met à reconstruire le Death Egg et rencontre Knuckles (Sonic 3). Sonic s'attaque alors à la station spatiale et Knuckles se retourne contre Eggman pour protéger l'Émeraude mère (Sonic and Knuckles),.
Plusieurs années plus tard, Eggman apprend l'existence de Chaos, une ancienne divinité, et le libère alors de l'Émeraude mère, mais ne réussit pas à le contrôler, jusqu'à ce que Sonic en vienne à bout (Sonic Adventure). Peu après, Eggman découvre Shadow et la station orbitle ARK, deux créations de son grand-père Gerald Robotnik, mais il doit s'allier à Sonic pour empêcher l'ARK de détruire le monde dans sa chute (Sonic Adventure 2). De retour, Metal Sonic prend secrètement le pouvoir sur l'Empire d'Eggman et emprisonne son créateur, avant d'être défait par Sonic et ses amis (Sonic Heroes). Venus 50 ans plus tôt, les Black Arms décident de lancer l'invasion de la planète, mais sont repoussés par Shadow (Shadow).
Sonic s'allie à Blaze lorsque Eggman rejoint Eggman Nega (Sonic Rush). Après de nombreuses défaites des Eggmen, Eggman parvient à vaincre Sonic et à réveiller Dark Gaia, mais Sonic, aidé de Light Gaia, triomphe sur ses deux ennemis (Sonic Unleashed). Sonic empêche ensuite Eggman d'exploiter les wisps pour son parc d'attractions interstellaire (Sonic Colours). Quand Eggman et sa version passée utilisent le Time Eater, Sonic et sa version passée les affrontent (Sonic Generations). Alors, Eggman s'allie à des zeti, qui ensuite le trahissent et tentent de vaincre Sonic et ses amis (Sonic Lost World). Enfin, Sonic retrouve sa version passée et tous deux viennent à bout d'Infinite, de son Rubis fantôme et de l'Empire d'Eggman (Sonic Forces).

#### Chronologie altérée
Le Time Eater amène une version du Sonic classique dans le présent, avec un Sonic moderne en protagoniste. Dès lors, la chronologie d'où provient ce Sonic classique est altérée (Sonic Generations). De retour dans son univers, ce Sonic fait face à cinq robots d'Eggman améliorés par l'action du Rubis fantôme, les Hard Boiled Heavies, et un truel en oppose le chef du quintuor à Eggman et à Super Sonic (Sonic Mania). L'énergie des Émeraudes du chaos réagit alors à celle du Rubis fantôme, ce qui transporte Sonic dans le même futur où il avait déjà été déporté par le Time Eater (Sonic Forces). Sonic en revient alors, et sauve Ray et Mighty des Hard Boiled Heavies, avant de reprendre la chasse au Rubis fantôme et la confrontation face à l'armée d'Eggman (Sonic Mania Plus), ou il vainc, accompagné de Tails, Ray et Mighty, Metal Sonic et Eggman dans leur repaire (mini-série Sonic Mania Adventures),,,.

## Concept et création

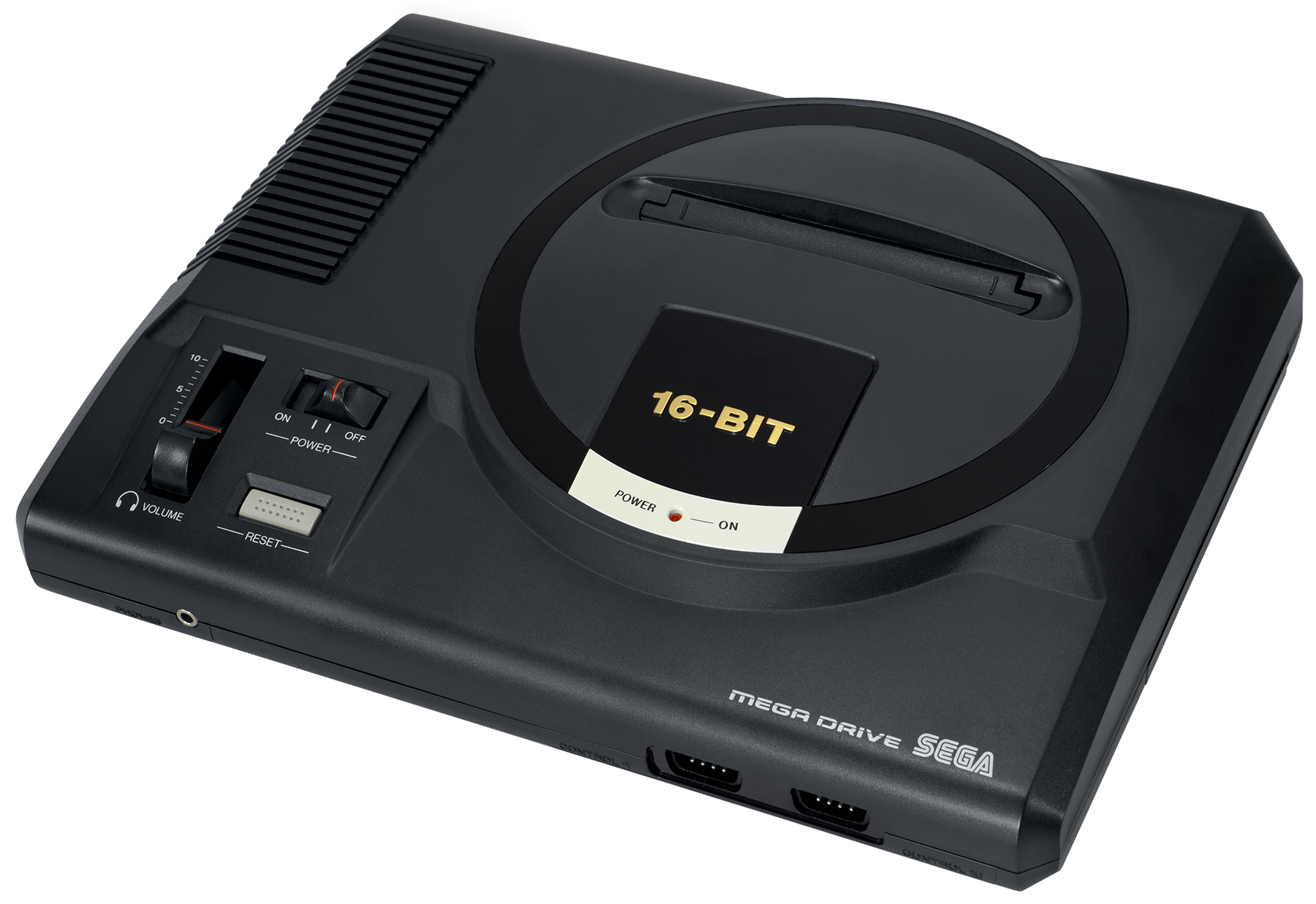
La Mega Drive, console sur laquelle Sonic 1 et Sonic 2 (versions 16 bits) sortent.

Régulièrement, dans la conception de jeux, un environnement de test est utilisé pour vérifier le fonctionnement, puis est supprimé une fois le jeu prêt. Les jeux Sonic the Hedgehog n'échappent pas à cette habitude, avec une zone test. Dans Sonic Adventure 2, cette zone est d'ailleurs accessible avec une petite manipulation lors de l'obtention d'une clé Chao.
Dans les premiers jeux, certains projets de zones sont abandonnés, parfois malgré un travail avancé effectué dessus. C'est alors principalement le cas dans Sonic 2, pour lequel seules 11 zones sont conservées pour la version finale. Dans le cas de Sonic 2, les cinq zones inachevées et donc non retenues s'appellent respectivement Wood Zone, Dust Hill Zone, Winter Zone, Genocide City Zone et Hidden Palace Zone. Cette dernière est alors reprise pour apparaître dans Sonic and Knuckles puis dans la version mobile de Sonic 2,,.
Parmi les zones retenues pour la version finale, certaines voient leur position changer. Par exemple, Labyrinth Zone, initialement placée en deuxième zone à parcourir dans Sonic 1, est située finalement au milieu de la partie, notamment du fait de la difficulté des traversées, recherchée pour être croissante de zone en zone dans la version finale.
D'autres changent de nom dans leur version finale. Par exemple, dans Sonic 1, Clockword Zone est finalement renommée en Scrap Brain Zone.
Apparue dès le premier jeu, Green Hill Zone, première zone de la franchise, obtient rapidement une place iconique au sein des environnements Sonic. Dès lors, elle se retrouve en ouverture de nombreux jeux de la franchise, par exemple Sonic Mania.
Pour ce qui est de l'apparence des zones, en 1991, la version 8 bits de Sonic 1 diffère de la version classique du fait des limites du support. En effet, les zones de la version 8 bits ne peuvent être parcourues aussi rapidement et aussi horizontalement que dans la version 16 bits. La structure des zones est beaucoup plus axée sur la plate-forme. Ainsi, les zones s'y rapprochent plus de niveaux de jeux de cette période tels les premiers jeux Super Mario.
Les jeux qui succèdent à Sonic 1 reprennent parfois ses concepts avec quelques modifications pour la création de nouvelles zones. Par exemple, dans Sonic 2, Emerald Hill Zone se rapproche de Green Hill Zone, Casino Night Zone évoque Spring Yard Zone.
Sorti en 2017, le jeu vidéo Sonic Mania reprend huit des premières zones de la franchise, des jeux en 2D, en conservant des éléments qui les caractérisaient. Toutefois, il propose une approche qui les renouvelle en apportant quelques modifications. L'apparence de Chemical Plant Zone par exemple en est ainsi changée, avec de nouveaux pièges. Par ailleurs, quelques zones inédites sont ajoutées dans ce jeu au milieu des reprises des débuts de la franchise. Ces nouvelles zones sont alors inspirées de projets abandonnés pour les premiers jeux, notamment Sonic 2,,,.

### Desgameplays
Dans l'ensemble en versions finales, pour ce qui est de la relation entre nombre de niveaux (actes) et nombre de zones, Sonic 1 se distingue de ses successeurs. En effet, chaque zone inclut trois actes dans ce premier jeu, tandis que dans les jeux qui sortent ensuite les zones respectives ne se partagent chacune qu'en deux actes,.
Sonic CD se caractérise par une dynamique différente au niveau des zones. Il propose en effet trois versions pour chaque zone : une apparence normale, une autre censée représenter le lieu dans une époque antérieure, et une dernière qui propose une vision de ce même environnement mais dans un temps futur.
Les jeux Sonic Generations puis Sonic Forces proposent un mode de jeu différent de leurs prédécesseurs, en permettant un gameplay de modèle 3D pour des zones jusque-là présentes uniquement dans des jeux 2D, et inversement. Par ailleurs, ces jeux reprennent les zones considérées comme les plus emblématiques et les plus appréciées de l'histoire de la franchise, et les renouvellent avec des ajouts,.
En 2013, un autre jeu, Sonic Lost World, reprend des environnements de jeux antérieurs. Toutefois, ce ne sont pas des zones de Sonic, mais deux terrains, appelés « Yoshi's Island Zone » et « The Legend of Zelda Zone », et ajoutés à ce jeu en DLC.
En 2022, Sonic Frontiers propose un mode de jeu encore nouveau pour la franchise. Cette fois, il s'agit d'un gameplay en open world. Toutefois, en référence aux zones, l'appellation « open zone » est préférée lors de la présentation du jeu,,.

### Des musiques

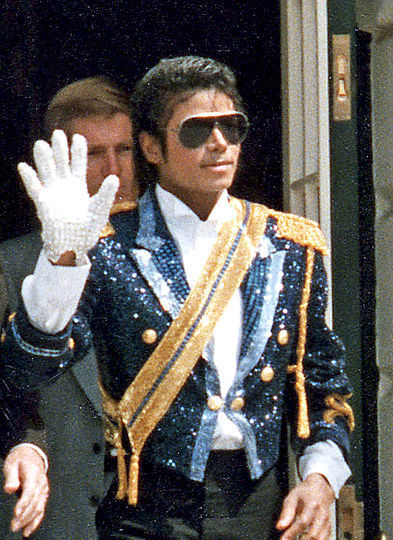
Michael Jackson est probablement à l'origine de certains thèmes audibles dans Sonic and Knuckles.

Les différentes zones se caractérisent chacune par des musiques propres, composées par différentes personnes en fonction de la période dans l'histoire de la franchise.
Le compositeur Masato Nakayama est à l'origine de la plupart des thèmes qui correspondent aux zones des premiers jeux de la franchise en 2D. Par conséquent, les droits d'auteurs sur ces musiques reviennent au groupe Dream Come True, de Nakayama, qui dès lors connaît une explosion de sa popularité et en profite pour exploiter ce droit, ce qui explique que, pour les zones des premiers jeux de la franchise, les jeux qui suivent utilisent rarement le même thème pour chaque zone, Sega devant pour cela payer les droits à Nakayama,.
Pour Sonic and Knuckles, une partie des thèmes de certaines zones est supposée composée par le chanteur Michael Jackson. En revanche, pour cause de polémiques qui concernent alors l'artiste et de limites techniques du processeur pour la reproduction exacte des musiques, le nom de Michael Jackson n'est pas crédité officiellement, ce qui selon Comic Book Resources laisse un doute quant à sa contribution réelle à la bande-son du jeu,,.
Jun Senoue produit les musiques dans la période du passage à la 3D pour les jeux vidéo, période qui se manifeste par de nombreuses autres modifications dans l'univers de Sonic,.
Pour la plupart des jeux en 3D de la franchise, c'est le groupe Crush 40 qui compose les différents thèmes.

## Adaptations

### Jeux vidéo
Deux zones de Sonic apparaissent dans Super Smash Bros.. La première est, comme souvent, Green Hill Zone. La seconde est Windy Hill Zone, alors plus récente. Toutes deux se composent d'un sol en damier incurvé couvert d'herbe. Par ailleurs, les thèmes musicaux de plusieurs zones apparues dans des jeux Sonic sont alors réutilisés.
Dès le 24 juin 2021, un DLC du jeu vidéo Minecraft, sorti en 2009, propose d'incarner le personnage de Sonic, avec l'apparence caractéristique de Minecraft. Le joueur peut alors se rendre dans les reconstitutions respectives de zones de la franchise, notamment Green Hill Zone, Chemical Plant Zone et Sky Sanctuary Zone,,,.
Plusieurs fan games mettant en scène Sonic existent. Certains reprennent des zones des jeux en 2D, d'autres réutilisent aussi celles de jeux plus récents, en 3D. D'autres encore créent des zones exclusives. Dans l'ensemble, ils cherchent à permettre des mécaniques inédites pour certaines zones. Par exemple, Sonic GT propose des versions 3D d'environnements telle Hill Top Zone, dans un gameplay en open world.

### Cinéma
Dans le film de 2020 intitulé Sonic, le film, plusieurs zones des jeux sont référencées. Parmi les premières images présentées pour la promotion du film, certaines suggéraient que des événements s'y déroulent à Green Hill Zone. En outre, dans le film, une ville appelée « Green Hills » apparaît en référence. Le nom d'Hill Top Zone est mentionné par l'introduction d'un panneau qui affiche Hill Top Rd. dans la grotte qui abrite Sonic dans l'intrigue. Par ailleurs, une carte qui appartient à Sonic y montre différentes planètes, dont une qui représente Mushroom Hill Zone. Enfin, une scène de course-poursuite à San Francisco semble rendre hommage à la zone City Escape de Sonic Adventure 2. Ce rapprochement s'explique notamment du fait que 20 ans plus tôt l'équipe des développeurs se trouvait à San Francisco lors de la production du jeu en question dont est tirée la zone,,.
Dans sa suite de 2022, Sonic 2, le film, des hommages à d'autres zones sont visibles. L'une des images promotionnelles du film représente les protagonistes du long-métrage avec un fond qui évoque Labyrinth Zone de Sonic 1. Par ailleurs, un affrontement aérien rappelle dans le film Sky Chase Zone de Sonic 2 tandis qu'une séquence de snowboard s'inspire d'Ice Cap Zone de Sonic 3. Enfin, un temple hébergeant l'Émeraude mère présent dans le film est assimilable à Hidden Palace Zone de Sonic and Knuckles,,,.

### Figurines
En janvier 2022, Lego met en vente une nouvelle boîte de sa gamme Lego Ideas, qui cette fois représente une zone. Elle est commercialisée sous le numéro 21331 « Sonic the Hedgehog - Green Hill Zone ». Il s'agit alors du seul set Lego à représenter une zone de la franchise Sonic the Hedgehog. Selon le site Internet Tom's Guide, la construction des figurines est laborieuse et Eggman est mal conçu, mais le site salue en parallèle le fait qu'il s'agit d'un set Sonic et qu'il peut être assemblé avec d'autres constructions, non-officielles. La critique du site Internet IGN sur cette boîte est plus positive, donnant comme qualité parmi d'autres le rendu de l'effet en deux dimensions ou le caractère nostalgique par exemple. Le site Internet Jeuxvideo.com aussi énonce une critique très positive, s'appuyant surtout sur les détails de fidélité au jeu vidéo original, tels les anneaux ou les téléviseurs,,.
En 2021, Jakks Pacific commercialise deux jouets représentant des zones. Le premier figure l'iconique Green Hill Zone, accompagnée d'une figurine de Sonic sous sa forme moderne. Le second est un set représentant un paysage de Studiopolis Zone, avec une figurine de Sonic en version classique. Ces deux ensembles comprennent aussi de petites représentations d'anneaux,,,.

### Jeux de société
En 2019, Hasbro annonce la commercialisation d'une version de Monopoly avec au lieu des rues des zones de Sonic. Le plateau commence avec Speed Highway et s'achève avec Planet Wisp. Au total, huit zones sont incluses dans cette variante, pour seize actes au total, deux par zone. Le 15 septembre 2019, il est mis en vente aux États-Unis et au Canada.

### Musique
Le 30 novembre 2021, jour de son anniversaire et année des 30 ans de Sonic the Hedgehog, le DJ et producteur Steve Aoki propose un concert virtuel d'une durée d'une heure, accessible depuis YouTube et Twitch. Il y inclut des chansons qu'il a réalisées et des remix de musiques caractéristiques de la franchise, sur fond d'images de diverses zones des jeux, comme Green Hill Zone et Chemical Plant Zone,,.
La même année, le groupe Dreams Come True, à l'origine des musiques des premiers jeux de la franchise et détenteur des droits sur celles-ci, publie un nouvel album, dans lequel se trouve une chanson intitulée On the Green Hill, un remix du thème musical de Green Hill Zone avec des paroles qui n'ont cependant rien à voir avec Sonic.

### Aires de jeu
Le centre commercial Vila Vella, au Brésil, propose au trentième anniversaire de la franchise Sonic the Hedgehog une aire de jeu qui reprend cet univers comme thème. L'environnement de Green Hill Zone y est représenté, avec par exemple des toboggans pour les loopings caractéristiques.

## Accueil
Les zones sont généralement bien reçues des critiques. La principale qualité qui leur est attribuée est qu'elles peuvent être parcourues particulièrement rapidement, ce qui fait alors la particularité de la franchise à ses débuts, mais aussi qu'en parallèle elles peuvent être explorées plus attentivement, avec parfois un choix entre différents passages vers l'objectif du niveau,,.
Un autre point de leur conception jugé comme un avantage est le rendu des graphismes, l'apparence des différents environnements. Outre le visuel, l'auditif aussi manifeste d'apparents points forts, avec des musiques jugées particulièrement marquantes,.
Le site Internet Culture Games notamment considère que deux thèmes de deux zones en particulier sont les plus représentatifs d'un certain talent dans la conception des musiques du jeu vidéo : celles de Green Hill Zone et de Casino Night Zone, respectivement de Sonic 1 et de Sonic 2.
Selon le site Internet Sens Critique, les zones du jeu Sonic 2 en particulier manifestent plus de diversité que dans Sonic 1, avec par exemple des vestiges antiques engloutis après un bâtiment industriel. Le site considère en effet comme iconiques deux zones de ce jeu : Chemical Plant Zone et Casino Night Zone.
Toutefois, une critique est adressée au concept des zones : la redondance de leur apparence. En effet, certains types de zones semblent être devenus des standards dans les jeux Sonic. C'est le cas notamment des modèles de glace, de feu et de casino.
Un autre élément distingue le système des zones des niveaux classiques : les premières proposent chacune un paysage différent, tandis que les seconds s'articulent en séries autour d'un même environnement. Selon Joshua Bycer, cela donne au concept des zones un aspect chaotique.
Selon Benjamin Benoît, la zone de Labyrinth Zone en particulier tient un rôle important dans Sonic 1. En effet, il la qualifie de « cap de difficulté extrêmement discriminant qui filtrera un pourcentage de parties et de joueurs », expliquant que la notion de vitesse caractéristique au jeu disparaît dans cet environnement spécial qu'est le labyrinthe inondé. Il ajoute par ailleurs que cette zone se démarque du fait de son absence de réel boss, et que « le level design sadique constitue le boss ». Ainsi, cette zone se caractérise par une traversée difficile mais courte si exécutée efficacement.
Cependant, selon Tony Mott, Labyrinth Zone, comme Marble Zone, est une zone peu intéressante à parcourir du fait de la lenteur du déplacement et de l'impossibilité de parcourir les niveaux avec la vitesse qui habituellement caractérise Sonic et en est l'un des principaux atouts dans les jeux.

## Popularité
Les zones ont souvent été mises en avant dans des classements réalisés par la presse afin de les présenter aux lecteurs méconnaissant la franchise Sonic the Hedgehog. Celles jugées importantes ou intéressantes sont régulièrement les mêmes. La plus souvent citée en haut de liste est la verdoyante Green Hill Zone de Sonic 1, notamment pour sa place iconique, rapidement suivie de l'industrielle Chemical Plant Zone de Sonic 2, du fait de la vitesse de ce niveau. Les autres zones habituées à figurer dans ce genre de classement sont une autre zone de Sonic 2, Casino Night Zone, une de Sonic 1, Spring Yard Zone, une de Sonic 3, Ice Cap Zone, et une de Sonic and Knuckles, Flying Battery Zone,,,,.

## Analyse
Certaines zones de la franchise, notamment Chemical Plant Zone et Oil Ocean Zone, s'interprètent comme des représentations de la destruction de l'environnement par l'industrie. Pour ces créations, ainsi que d'autres comme la franchise Ecco le Dauphin, Sega semble ainsi manifester dans ses jeux vidéo un soutien à l'écologie, en représentant une lutte qui oppose la nature, avec les animaux et Sonic en militant, aux dangers des progrès technologiques, avec Eggman en synecdoque pour l'humanité qui cherche à tout robotiser, dans Sonic. Cette apparence de position est pourtant remise en cause lorsque Sega annonce que l'entreprise s'apprête à commencer à produire des NFT, considérés comme très énergivores et donc très polluants,,.
Des zones sont inspirées de régions réelles du monde. Par exemple, Sandopolis Zone évoque fortement l'Égypte antique, par la reprise de nombreuses idées faites de cette civilisation dans l'imaginaire collectif, comme cela s'observe dans les décorations de l'intérieur des pyramides.
Les régions de Sonic Unleashed notamment trouvent pour la plupart une inspiration dans la réalité. Ainsi, la région de Mazuri est une représentation basée sur l'Afrique comme modèle, tandis que Shamar reproduit le Moyen-Orient. Apotos est la Grèce de ce monde alors qu'Adabat fait référence à l'Indonésie. Chun-Han s'inspire de la Chine, Holoska représente l'Alaska et Empire City est une reprise de New York,,.
D'autres zones semblent provenir d'hommages à d'autres œuvres de fiction. Par exemple, le Death Egg s'inspire directement de Star Wars, parodiant alors explicitement l'Étoile de la mort tandis que Sky Sanctuary Zone rappelle Le Château dans le ciel (1986) de Miyazaki.
Parfois, des détails en fond d'une zone intriguent des fans. C'est le cas d'un bâtiment en ruines visible dans l'arrière-plan de Marble Zone, sur lequel se trouvent des bas-reliefs qui représentent des lions. Ces sculptures évoquent pour certains fans le personnage de Mario, rival de Sonic et mascotte de Nintendo face à Sega. En réponse, l'un des développeurs du premier jeu, Yuji Naka, affirme : « Il est clair qu'il n'est pas possible de dire que cela ne ressemble pas à Mario », sans confirmer ni contredire,,.

## Postérité

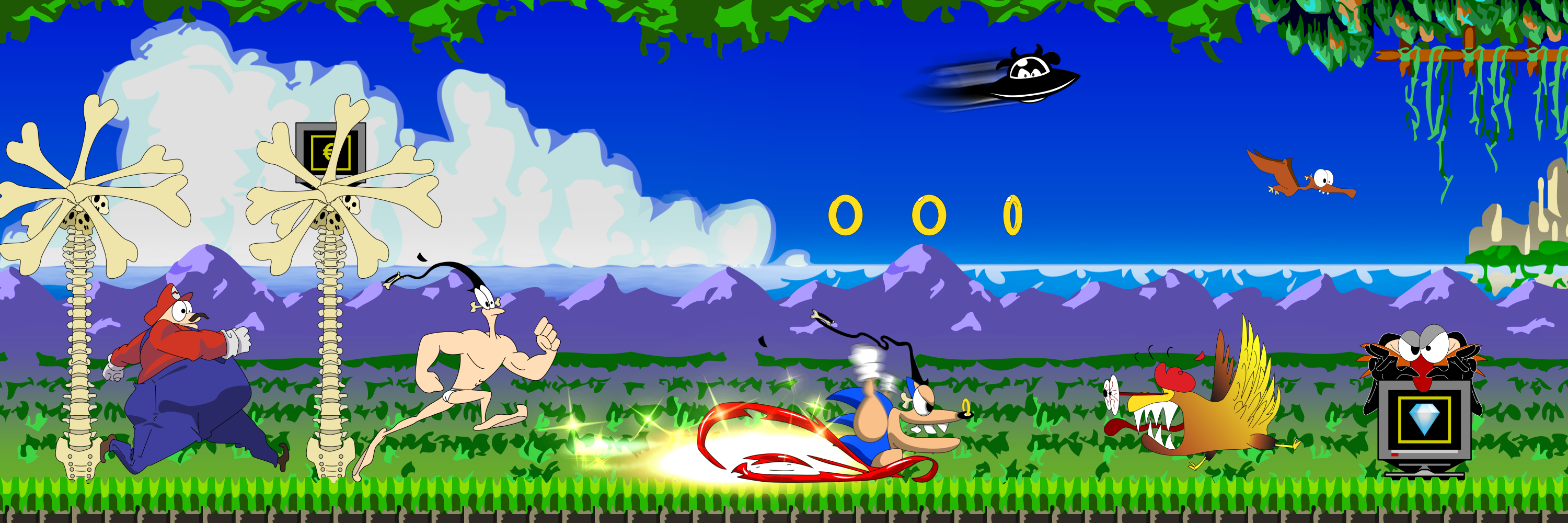
La Cristal Gem Zone, mème parodiant les niveaux des Sonic de la Mega Drive dans le film BoOzy' OS et la Gemme de Cristal.

Des zones se démarquent par des éléments caractéristiques qui deviennent des mèmes Internet. C'est notamment le cas de Mystic Cave Zone, dans laquelle tomber dans un trou tue directement, même sous forme de Super Sonic. Ce mème en particulier semble expliquer la modification apportée dans la version mobile, à partir de laquelle cette chute permet l'accès à une autre zone, Hidden Palace Zone.
La zone Station Square dans Sonic Adventure en 1998 marque les niveaux de jeux vidéo avec l'idée d'environnement urbain assimilable à un petit New York au milieu d'autres territoires. Ainsi, ce motif de la métropole se retrouve dans Super Mario Odyssey en 2017, qui inclut un niveau en paysage urbain annoncé aux débuts de la présentation de ce jeu.

## Recensement
Les zones de Sonic the Hedgehog sont présentées non exhaustivement par ordre alphabétique.
- Haut – A
- B
- C
- D
- E
- F
- G
- H
- I
- J
- K
- L
- M
- N
- O
- P
- Q
- R
- S
- T
- U
- V
- W
- X
- Y
- Z

### Bonus Stages
- Le Bonus Stage de Knuckles' Chaotix est un niveau bonus présent notamment dans le jeu Knuckles' Chaotix. Le joueur y cherche des anneaux dans un lieu fortement mouvementé[a 3].
- Le Bonus Stage de Sonic Labyrinth est un niveau bonus présent notamment dans le jeu Sonic Labyrinth. Le joueur y attrape en un temps limité des anneaux pour obtenir les Émeraudes du chaos[a 4].
- Les Bonus Stage de Sonic and Knuckles sont des niveaux bonus présent notamment dans le jeu Sonic and Knuckles.
  - Dans Slot Machine[Note 11], le joueur obtient ou perd, par chance, ses anneaux[a 5].
  - Dans Glowing Spheres[Note 12], le joueur vise des sphères électrifiées à la chasse aux objets, tels les boucliers ou les anneaux[a 5].
- Les Bonus Stage de Sonic Spinball sont des niveaux bonus présent notamment dans le jeu Sonic Spinball.
  - Dans Trapped Alive![Note 13], le joueur attaque des modules violets puis Eggman[a 6].
  - Dans Robo Smile[Note 14], le joueur s'acharne sur les dents d'Eggman[a 6].
  - Dans The March[Note 15], le joueur permet une évacuation[a 6].
  - Dans Clucker's Defense[Note 16], le joueur passe les Cluckers avant une confrontation[a 6].
- Catch the UFO![Note 17], ou Dimension Heist[Note 18], est un niveau bonus présent notamment dans les jeux Sonic CD et Sonic Mania. Le joueur y poursuit des OVNI. Dans Sonic CD, il y a plusieurs OVNI, et pour chaque niveau terminé une Pierre du temps est obtenue. Dans Sonic Mania, il n'y a qu'un OVNI, qui possède une Émeraude du chaos, et des sphères bleues augmentent la vitesse tandis que des anneaux augmentent le temps restant, et pour chaque niveau terminé une Émeraude du chaos est obtenue[a 7],[75],[76],[77].
- Get Blue Spheres[Note 19] est un niveau bonus présent notamment dans les jeux Sonic and Knuckles et Sonic Mania. Le joueur y trouve quatre types d'objets : les sphères bleues donnent une médaille d'argent une fois toutes récupérées, et deviennent une fois touchées des sphères rouges, à éviter pour ne pas perdre le niveau ; entourées, les sphères bleues deviennent des anneaux, qui, une fois tous récupérés, donnent une médaille d'or ; les sphères grises lancent un déplacement en marche arrière[75],[76].
  - Une version spéciale de ce type de niveau est présente notamment dans le jeu Sonic Mania. Elle inclut deux autres objets : les sphères violettes téléportent vers un autre endroit, tandis que les sphères vertes doivent être touchées deux fois au lieu d'une[75].
- Mean Bean[Note 20] est un niveau bonus présent notamment dans le jeu Sonic Mania et originaire du gameplay de Dr. Robotnik's Mean Bean Machine. Le joueur y affronte ou le deuxième joueur ou l'IA[75].
- Les Hidden Islands[Note 21] sont des niveaux bonus présents notamment dans le jeu Sonic Rush Adventure. Elles comportent 16 missions spéciales que le joueur peut effectuer[a 8].
- Le Special Stage de Knuckles' Chaotix est un niveau bonus présent notamment dans le jeu Knuckles' Chaotix. Pour obtenir un Anneau du chaos sur six, le joueur collecte des sphères bleues[a 3].
- Le Special Stage de Sonic 1 est un niveau bonus présent notamment dans le jeu Sonic 1. Le joueur s'aventure dans un labyrinthe qui tourne. Il doit alors atteindre une Émeraude du chaos en cassant des cristaux sur son chemin[a 9].
- Le Special Stage de Sonic 1 (8 bits) est un niveau bonus présent notamment dans le jeu Sonic 1 (8 bits). Des ressorts se trouvent dans des labyrinthes, et le joueur doit attraper des anneaux[a 10].
- Le Special Stage de Sonic 2 est un niveau bonus présent notamment dans le jeu Sonic 2. Le joueur y avance sur une piste séparée en trois, devant récupérer les anneaux mais éviter les bombes[a 1].
- Le Special Stage de Sonic 3D Blast est un niveau bonus présent notamment dans le jeu Sonic 3D Blast. Le joueur y collecte des anneaux afin d'obtenir une Émeraude du chaos[a 11].
- Le Special Stage de Sonic 4.1 est un niveau bonus présent notamment dans le jeu Sonic 4.1. Le joueur s'y aventure dans un labyrinthe en mouvement à la recherche d'une Émeraude du chaos[a 12].
- Le Special Stage de Sonic 4.2 est un niveau bonus présent notamment dans le jeu Sonic 4.1. Le joueur s'y déplace sur une piste à trois voies et collecte des anneaux en évitant des bombes pour obtenir une Émeraude du chaos[a 13].
- Le Special Stage de Sonic Advance est un niveau bonus présent notamment dans le jeu Sonic Advance. Le joueur s'y aventure dans un tube tournant et doit attraper le plus d'anneaux possible tout en évitant des bombes[a 14].
- Le Special Stage de Sonic Advance 2 est un niveau bonus présent notamment dans le jeu Sonic Advance 2. Le joueur y cherche 300 anneaux en 2 minutes[a 15].
- Le Special Stage de Sonic Advance 3 est un niveau bonus présent notamment dans le jeu Sonic Advance 3. Le joueur y incarne le Tornado 2 et cherche à collecter le plus d'anneaux possible[a 16].
- Le Special Stage de Sonic Blast est un niveau bonus présent notamment dans le jeu Sonic Blast. Le joueur doit y trouver assez d'anneaux avant qu'Eggman ne puisse obtenir l'Émeraude du chaos[a 17].
- Le Special Stage de Sonic Chaos est un niveau bonus présent notamment dans le jeu Sonic Chaos. Le joueur doit s'aventurer dans un labyrinthe d'anneaux et de géants anneaux à la recherche d'une Émeraude du chaos en un temps restreint[a 18].
- Le Special Stage de Sonic Generations est un niveau bonus présent notamment dans le jeu Sonic Generations. Le joueur y attrape des orbes colorées pour augmenter sa vitesse et atteindre une Émeraude du chaos[a 19].
- Le Special Stage de Sonic Heroes est un niveau bonus présent notamment dans le jeu Sonic Heroes. Le joueur y attrape des sphères. Les sphères normales s'ajoutent à la chaîne multiplicative construite au cours du niveau. Les sphères de score donnent des points supplémentaires. Les sphères de pouvoir ajoutent de l'énergie à une jauge de pouvoir. Les bombes ralentissent et diminuent la jauge de pouvoir. Grâce à sa vitesse, il obtient ainsi une Émeraude du chaos[a 20].
- Le Special Stage de Sonic Triple Trouble est un niveau bonus présent notamment dans le jeu Triple Trouble. Le joueur doit s'aventurer dans un labyrinthe et récupérer des anneaux pour obtenir une Émeraude du chaos[a 21].

### A
- Adabat est une région présente notamment dans le jeu Sonic Unleashed. La zone Jungle Joyride[Note 22] s'y trouve. Elle se caractérise par un littoral[a 22].
- Altar Emerald[Note 23] est une zone présente notamment dans le jeu Sonic Advance 3. Ce lieu abrite l'Émeraude mère[a 16].
  - Nonaggression est une zone présente notamment dans le jeu Sonic Advance 3. Dans Sonic Advance 3, Super Sonic y vient à bout d'Ultimate Gemerl[a 16].
- Altitude Limit Zone[Note 24] est une zone présente notamment dans le jeu Sonic Rush. Cet environnement est aérien[a 23].
- Amazing Arena Zone[Note 25] est une zone présente notamment dans le jeu Knuckles' Chaotix. De nombreuses actions y sont requises pour permettre de s'y déplacer[a 24].
- Amy's Room Arena[Note 26] est une arène présente notamment dans le jeu Sonic Battle. Dans Sonic Battle, l'entraînement y a lieu avec Amy Rose[a 25].
- Angel Island Zone[Note 27] est une zone présente notamment dans les jeux Sonic 3 et Sonic Advance. Elle comprend la côte de l'île puis une jungle. Knuckles s'y trouve[a 26],[a 27].

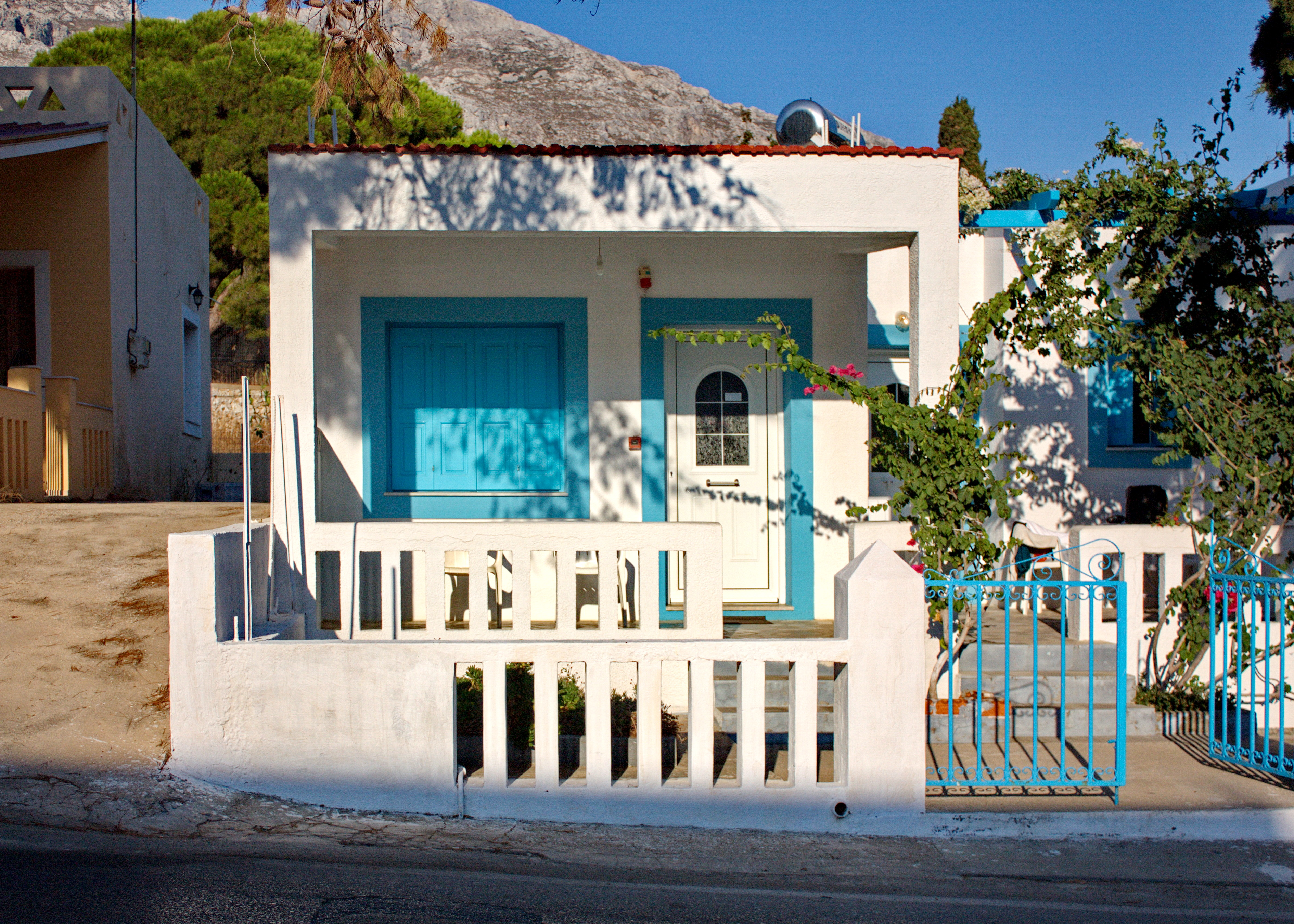
Habitation aux murs blancs en Grèce, architecture qui sert de principale inspiration pour Apotos.

- Apotos est une région présente notamment dans le jeu Sonic Unleashed. La zone Windmill Isle[Note 28] s'y trouve. Elle se caractérise par des bistrots et des toits blancs[a 22].
- Aqua Lake Zone[Note 29] est une zone présente notamment dans le jeu Sonic 2 (8 bits). Ce labyrinthe est en grande partie inondé[a 28].
- Aqua Planet Zone[Note 30] est une zone présente notamment dans le jeu Sonic Chaos. Ce sont des ruines transformées par Eggman en base de machines[a 18].
- Aquatic Base[Note 31] est une zone présente notamment dans le jeu Sonic '06. Cette base sert d'abord aux recherches du duc de Soleanna puis à celles d'Eggman[a 29].
- Aquatic Mine[Note 32] est une zone présente notamment dans le jeu Sonic Adventure 2. Ce sont des vestiges submergés et hantés[a 30].
- Aquatic Ruin Zone[Note 33] est une zone présente notamment dans le jeu Sonic 2. Il s'agit de vestiges inondés[a 31].
- L'ARK est un lieu présent notamment dans les jeux Sonic Adventure 2 et Shadow. Dans Shadow, les Black Arms tentent d'en prendre le contrôle[a 30],[a 32].
  - Cannon's Core est une zone présente notamment dans le jeu Sonic Adventure 2. Il s'agit du cœur de la station ARK, dont il faut venir à bout pour vaincre le dangereux vaisseau en orbite[a 33].
  - Crazy Gadget[Note 34], ou Cosmic Wall[Note 35], est une zone présente notamment dans le jeu Sonic Adventure 2. Dans Sonic Adventure 2, Sonic y sauve Amy Rose d'Eggman[a 30],[a 33].
  - Eternal Engine[Note 36] est une zone présente notamment dans le jeu Sonic Adventure 2. Il s'agit du moteur de la station ARK[a 30].
  - Final Rush[Note 37], ou Final Chase[Note 38], ou Space Gadget[Note 39], est une zone présente notamment dans le jeu Sonic Adventure 2 et Shadow. C'est l'extérieur de la station ARK, incluant l'Eclipse Cannon[a 30],[a 33],[a 32].
  - Lost Colony[Note 40] est une zone présente notamment dans le jeu Sonic Adventure 2. C'est une partie de l'ARK, qu'Eggman découvre à son arrivée à bord[a 33].
  - Meteor Herd[Note 41], ou Mad Space[Note 42], est une zone présente notamment dans le jeu Sonic Adventure 2. Dans Sonic Adventure 2, Knuckles et Rouge s'y affrontent[a 30],[a 33].
- Atomic Destroyer Zone[Note 43] est une zone présente notamment dans le jeu Sonic Triple Trouble. C'est un labyrinthe riche en machines d'Eggman[a 21].
- Aurora Icefield Arena[Note 44] est une arène présente notamment dans le jeu Sonic the Fighters. Dans Sonic the Fighters, Bark y est affronté[a 34].

### B
- Battle Fortress[Note 45] est une zone présente notamment dans le jeu Tails Adventure. C'est une citadelle volante qui appartient à Battle Kukku[a 35].
- Battle Highway Arena[Note 46] est une arène présente notamment dans le jeu Sonic Battle. Dans Sonic Battle, l'entraînement y a lieu avec Shadow[a 25].
- Black Comet[Note 47] est une zone présente notamment dans le jeu Shadow. Il s'agit du monde natal des Black Arms. Dans Shadow, Black Doom, le dirigeant des Black Arms, essaie de la faire s'écraser sur la planète, mais Shadow détruit la comète avant[a 36].
- Blizzard Peak[Note 48] est une zone présente notamment dans le jeu Sonic Rush Adventure. C'est un environnement viking enneigé[a 8].
- Blue Coast Zone[Note 49] est une zone présente notamment dans le jeu Sonic Rivals 2. Cette ville littorale comprend de nombreuses fontaines[a 37].
- Blue Marine Zone[Note 50] est une zone présente notamment dans le jeu Sonic Blast. Ce territoire rocheux est en grande partie couvert de lave[a 17].
- Botanic Base Zone[Note 51] est une zone présente notamment dans le jeu Knuckles' Chaotix. Les végétaux y poussent progressivement et prennent de plus en plus de volume[a 24].
- Bridge Zone[Note 52] est une zone présente notamment dans le jeu Sonic 1 (8 bits). Il s'agit de ponts au-dessus d'une grande rivière[a 38],[78].
- Bridge Island Zone[Note 53] est une zone présente dans Sonic Superstars. C'est une île tropicale faisant partie des Northstar Islands. Un robot mosasaure se trouve à la fin de l'acte 1.

### C
- Camelot Castle[Note 54] est une zone présente notamment dans le jeu Sonic et le Chevalier noir. Cette forteresse concentre le pouvoir dans sa région[a 39].
- Canyon Cruise Arena[Note 55] est une arène présente notamment dans le jeu Sonic the Fighters. Dans Sonic the Fighters, Tails y est affronté[a 34].
- Carnival Night Zone[Note 56] est une zone présente notamment dans le jeu Sonic 3. Ce cirque apocalyptique est une création d'Eggman[a 26].
- Caron Forest[Note 57] est une zone présente notamment dans le jeu Tails Adventure. Ce lieu comprend de nombreux tunnels souterrains[a 35].
- Casino Night Zone[Note 58] est une zone présente notamment dans les jeux Sonic 2 et Sonic Generations. Cette ville est pleine de loisirs tels des ressorts[a 31],[a 19].
  - Casio Night Arena[Note 59] est une arène présente notamment dans le jeu Sonic the Fighters. Dans Sonic the Fighters, Fang y est affronté[a 34].
- Casino Paradise Zone[Note 60] est une zone présente notamment dans le jeu Sonic Advance. Cet environnement est très riche en lumières et en ballons[a 27].
- Casino Park[Note 61] est une zone présente notamment dans le jeu Sonic Heroes. Elle est très lumineuse et structurée en roulette[a 40].
  - Bingo Highway[Note 62] est une zone présente notamment dans le jeu Sonic Heroes. Elle est structurée en tableaux de bingo[a 40].
- Casinopolis[Note 63] est une zone présente notamment dans le jeu Sonic Adventure. Ce lieu se structure en géant flipper[a 41].
- Casino Street Zone[Note 64] est une zone présente notamment dans les jeux Sonic 4.1 et Sonic 4.Metal. Cette place est très éclairée la nuit et riche en pièces telles des cartes à jouer[a 12],[a 13].
- Cavern Island[Note 65], ou Brocco Island, est une zone présente notamment dans le jeu Tails Adventure. Il s'agit de ruines englouties[a 42].
- Central City[Note 66] est une zone présente notamment dans le jeu Shadow. Cette métropole sert de capitale à la Fédération-Unie[a 43].
  - Air Fleet[Note 67] est une zone présente notamment dans le jeu Shadow. Dans Shadowette flotte du GUN est déployée pour protéger la Fédération-Unie de l'invasion des Black Arms[a 32].
- Chao Ruins Arena[Note 68] est une arène présente notamment dans le jeu Sonic Battle. Dans Sonic Battle, l'entraînement y a lieu avec Knuckles[a 25].
- Chaos Angel[Note 69] est une zone présente notamment dans le jeu Sonic Advance 3. Ce sont des ruines englouties par l'eau[a 44].
- Chaotic Inferno Zone[Note 70] est une zone présente notamment dans le jeu Sonic Rivals 2. Il s'agit des vestiges d'une ville en ruines en train de brûler[a 45].
- Chemical Plant Zone[Note 71], ou Chemical Plant est une zone présente notamment dans les jeux Sonic 2, Sonic Generations, Sonic Mania et Sonic Forces. Il s'agit d'une usine pleine de produits toxiques ou radioactifs. Dans Sonic Forces, Eggman en fait un chantier pour sa flotte spatiale[a 31],[a 46],[a 47],[a 48],[20].
- Chun-Han est une région présente notamment dans le jeu Sonic Unleashed. La zone Dragon Road[Note 72] s'y trouve. Elle se caractérise par de nombreux cours d'eau et des fleurs géantes[a 49].
- Circus Park[Note 73] est une zone présente notamment dans le jeu Shadow[a 50].
- City[Note 74] est une zone présente notamment dans le jeu Sonic Forces. Ce paysage urbain est dévasté[a 51].
- City Escape[Note 75] est une zone présente notamment dans les jeux Sonic Adventure 2 et Sonic Generations. Dans Sonic Adventure 2, Sonic y échappe au GUN[a 30],[a 46].
- Club Rouge Arena[Note 76] est une arène présente notamment dans le jeu Sonic Battle. Dans Sonic Battle, l'entraînement y a lieu avec Rouge[a 25].
- Coco Island[Note 77], ou Kukko Island, est une zone présente notamment dans le jeu Tails Adventure. C'est la base secrète de l'armée de Battle Kukku[a 35].
- Collision Chaos[Note 78] est une zone présente notamment dans le jeu Sonic CD. Elle reprend une structure à l'origine de mouvements évoquant un flipper[a 52].
- Colosseum Arena[Note 79] est une arène présente notamment dans le jeu Sonic Battle. C'est un lieu virtuel[a 25].
- Colosseum Highway Zone[Note 80] est une zone présente notamment dans le jeu Sonic Rivals. Il s'agit de vestiges abîmés avec le temps[a 53].
- Coral Cave[Note 81] est une zone présente notamment dans le jeu Sonic Rush Adventure. Cet environnement sous-marin cache des grottes en cristal[a 8].
- Crisis City[Note 82] est une zone présente notamment dans les jeux Sonic '06 et Sonic Generations. Ce sont les ruines futures en train de brûler d'une ville connue sous le nom de New City dans le présent[a 29],[a 46].
- Cryptic Castle[Note 83] est une zone présente notamment dans le jeu Shadow. Ce château hanté sert de base à Eggman[a 43].
- Crystal Cave[Note 84] est une zone présente notamment dans le jeu Sonic et le Chevalier noir. Cette caverne est légèrement illuminée par la présence de cristaux et de champignons lumineux[a 39].
- Crystal Egg Zone[Note 85] est une zone présente notamment dans le jeu Sonic 2 (8 bits). Ce lieu n'est accessible qu'en la possession de toutes les Émeraudes du chaos[a 28].
- Crystal Mountain Zone[Note 86] est une zone présente notamment dans le jeu Sonic Rivals. Ce sont des montagnes enneigées traversables en passant par des grottes[a 53].
- Cyber Track[Note 87] est une zone présente notamment dans le jeu Sonic Advance 3. Ce lieu entièrement technologique peut se retourner sur lui-même[a 44].
- CyberStation Zone[Note 88] est une zone présente dans Sonic Superstars. C'est un espace virtuel où les personnages deviennent des versions pixelisées d'eux mêmes. Cette zone n'a qu'un seul acte.

### D
- Dark Castle Zone[Note 89] est une zone présente notamment dans le jeu Tails' Skypatrol. C'est, comme son nom l'indique, un château, avec une redoutable armée à l'intérieur et de nombreux pièges mécaniques[a 54].
- Dark Hollow[Note 90] est une zone présente notamment dans le jeu Sonic et le Chevalier noir. Dans Sonic et le Chevalier noir, Excalibur Sonic y vainc la Sombre reine Merlina[a 55].
- Dead Line Zone[Note 91] est une zone présente notamment dans le jeu Sonic Rush. Il s'agit d'une base spatiale très piégée[a 23].
  - Unknown[Note 92], ou F-Zone, ou Point-W, est une zone présente notamment dans le jeu Sonic Rush. C'est la construction spatiale en train de s'écraser[a 23].
- Death Chamber[Note 93] est une zone présente notamment dans le jeu Sonic Adventure 2. C'est une ancienne base abandonnée[a 30].
- Le Death Egg, puis Death Egg Mk. II, est un lieu présent notamment dans les jeux Sonic 2, Sonic and Knuckles, Sonic 4.1, Sonic 4.2 et Sonic Forces[a 1],[a 5],[a 12],[a 13],[a 51].
  - Death Egg Zone[Note 94] est une zone présente notamment dans les jeux Sonic 2 et Sonic and Knuckles. Dans Sonic 2, sans un seul anneau, Sonic y affronte une copie robotique de lui-même, puis le Death Egg Robot, un véhicule de combat conçu par Eggman. Dans Sonic and Knuckles, Sonic y vainc à nouveau Eggman et détruit à nouveau le Death Egg. Dans Sonic 4 : Episode 2, une version améliorée du lieu apparaît[a 1],[a 5],[79].
  - Death Egg Arena[Note 95] est une arène présente notamment dans le jeu Sonic Battle. Dans Sonic Battle, les derniers combats y ont lieu[a 25].
  - Death Egg's Eye Arena[Note 96] est une arène présente notamment dans le jeu Sonic the Fighters. Dans Sonic the Fighters, Metal Sonic y est affronté[a 34].
  - Death Egg Hangar Arena[Note 97] est une arène présente notamment dans le jeu Sonic the Fighters. Dans Sonic the Fighters, Eggman y est affronté[a 34].
  - Death Egg Mk. II Zone[Note 98] est une zone présente notamment dans le jeu Sonic 4.2. Dans Sonic 4.2, Sonic y vainc Eggman et Metal Sonic[a 13].
  - Egg Station Zone[Note 99] est une zone présente notamment dans le jeu Sonic 4.1[a 12].
- Death Ruins[Note 100] est une zone présente notamment dans le jeu Shadow. Il s'agit d'une jungle[a 43].
- Death Yard Zone[Note 101] est une zone présente notamment dans le jeu Sonic Rivals. Cette aire industrielle se caractérise par une forte pollution[a 53].
- Deep Woods[Note 102] est une zone présente notamment dans le jeu Sonic et le Chevalier noir. C'est une ancienne sombre forêt[a 39].
- Desert Dodge[Note 103] est une zone présente notamment dans le jeu SegaSonic[a 56].
- Desert Ruins[Note 104] est une zone présente notamment dans le jeu Sonic Lost World. Cet environnement désertique comprend des pyramides hantées[a 57].
- Diamond Dust Zone[Note 105] est une zone présente notamment dans le jeu Sonic 3D Blast. Cet environnement est couvert de glace[a 58].
- Digital Circuit[Note 106] est une zone présente notamment dans le jeu Shadow. Il s'agit du cœur du réseau du GUN[a 50].
- Dinosaur Jungle[Note 107] est une zone présente notamment dans le jeu Sonic and the Secret Rings. Cette forêt est étonnament peuplée de dinosaures[a 59].
- Doomsday Zone[Note 108] est une zone présente notamment dans le jeu Sonic and Knuckles. Elle se trouve en orbite, dans l'espace. Dans Sonic and Knuckles, Eggman, qui possède alors l'Émeraude mère, y est poursuivi par Sonic[a 5].
- Dragon's Lair[Note 109] est une zone présente notamment dans le jeu Sonic et le Chevalier noir. Ce territoire est protégé pr le Dragon rouge et ses Dragons de foudre[a 55].
- Dr Eggman's Tower[Note 110] est une zone présente notamment dans le jeu SegaSonic. Dans SegaSonic, Sonic, Ray et Mighty s'en échappent alors que la citadelle s'effondre sur elle-même, après une confrontation avec Eggman[a 56].
- Dry Lagoon[Note 111] est une zone présente notamment dans le jeu Sonic Adventure 2. Il s'agit d'une oasis[a 33].
- Dusty Desert[Note 112] est une zone présente notamment dans le jeu Sonic '06. Ce sont des ruines balayées par des tempêtes de sable[a 60].
- Dynamite Plant Arena[Note 113] est une arène présente notamment dans le jeu Sonic the Fighters. Dans Sonic the Fighters, Bean y est affronté[a 34].

### E
- Egg Carrier[Note 114] est une zone présente notamment dans le jeu Sonic Adventure. C'est une amélioration d'une forteresse volante d'Eggman[a 41].
  - Sky Deck[Note 115] est une zone présente notamment dans le jeu Sonic Adventure. Il s'agit de l'Egg Carrier en constant mouvement[a 61].
- Egg Fleet[Note 116] est une zone présente notamment dans le jeu Sonic Heroes. Cette flotte de vaisseaux appartient à Eggman[a 62].
  - Final Fortress[Note 117] est une zone présente notamment dans le jeu Sonic Heroes. Ce transporteur sert de vaisseau amiral à la flotte d'Eggman[a 62].
- Egg Fortress Zone[Note 118] est la dernière zone de Sonic Superstars. Cette zone est une station spatiale appartenant au Dr. Eggman. Similaire au Death Egg, elle est remplie de pièges et de Badniks en tout genre. À la fin de l'acte 1, Eggman inverse le cours du temps, ce qui fait que l'acte 2 n'est autre que l'acte 1 mais inversé. Les joueurs affrontent Eggman à la fin du niveau pour la dernière fois. Dans l'histoire de Trip. Trip affronte Fang au lieu d'Eggman.
- Eggman Empire Fortress[Note 119] est une zone présente notamment dans le jeu Sonic Forces. Dans Sonic Forces, Eggman y est vaincu[a 63].
- Eggmanland est une zone présente notamment dans le jeu Sonic Unleashed. Il s'agit d'un parc d'attractions riche en pièges qui sert de capitale à Eggman, qu'il cherche à construire depuis toujours. Dans Sonic Unleashed, il y parvient jusqu'à l'arrivée de Sonic[a 64].
- Egg Quarters[Note 120] est une zone présente notamment dans le jeu Sonic Adventure 2. C'est la principale base d'Eggman[a 33].
- Egg Reverie Zone[Note 121] est une zone présente notamment dans le jeu Sonic Mania. C'est un étrange univers de vide. Dans Sonic Mania, Sonic, Eggman et Phantom King s'y affrontent[a 65].
- Egg Rocket Zone[Note 122] est une zone présente notamment dans le jeu Sonic Advance. C'est un véhicule d'Eggman[a 27].
  - Cosmic Angel Zone[Note 123] est une zone présente notamment dans le jeu Sonic Advance. Il s'agit de l'intérieur de la base mobile d'Eggman[a 27].
  - X-Zone est une zone présente notamment dans le jeu Sonic Advance. Il s'agit de l'extérieur de la base spatiale[a 27].
- Egg Utopia Zone[Note 124] est une zone présente notamment dans le jeu Sonic Advance 2. Cette base spatiale remplace l'Egg Rocket après sa destruction[a 15].
  - XX-Zone est une zone présente notamment dans le jeu Sonic Advance 2. Il s'agit de l'extérieur de la base spatiale[a 66].
- Emerald Beach Arena[Note 125] est une arène présente notamment dans le jeu Sonic Battle. Dans Sonic Battle, l'entraînement y a lieu avec Sonic[a 25].
- Emerald Coast[Note 126] est une zone présente notamment dans les jeux Sonic Adventure, Sonic Shuffle et Sonic Generations. Ce littoral comprend notamment une plage et des îlots[a 41],[a 67],[a 19].
- Emerald Hill Zone[Note 127] est une zone présente notamment dans le jeu Sonic 2. Elle se caractérise par la présence de plusieurs tunnels cachés[a 31].
- Empire City est une région présente notamment dans le jeu Sonic Unleashed. La zone Skyscraper Scramble[Note 128] s'y trouve. Elle se caractérise par plusieurs bâtiments très hauts[a 49].
- Evil Foundry[Note 129] est une zone présente notamment dans le jeu Sonic and the Secret Rings. C'est une fabrique à la températre très élevée[a 59].
- Exception est une zone présente notamment dans le jeu Sonic Rush. Elle apparaît à partir de la collision de différentes dimensions[a 23].

### F
- Faraway Avalon[Note 130] est une zone présente notamment dans le jeu Sonic et le Chevalier noir. Dans Sonic et le Chevalier noir, Sonic y vainc King Arthur[a 39].
- Final Egg[Note 131] est une zone présente notamment dans le jeu Sonic Adventure. Il s'agit d'une base d'Eggman, cachée dans une jungle[a 61].
- Final Fight Zone[Note 132] est une zone présente notamment dans le jeu Sonic 3D Blast. C'est une plate-forme qui se situe dans le vide. Dans Sonic 3D Blast, Sonic y vainc Eggman[a 11].
- Final Zone[Note 133] est une zone présente notamment dans le jeu Sonic 1. Dans Sonic 1, sans un seul anneau, Sonic y affronte l'Egg Crusher[Note 134], quatre pistons dirigés par Eggman, qui cherche alors à l'écraser tout en envoyant des boules électriques vers Sonic[a 9],[78].
- Fire Bird[Note 135] est une zone présente notamment dans le jeu Sonic Shuffle. Il s'agit d'un géant phoenix[a 67].
- Flame Core[Note 136] est une zone présente notamment dans le jeu Sonic '06. Cet environnement volcanique du futur abrite Iblis, l'une des moitiés de Solaris[a 29].
- Flying Battery Zone[Note 137] est une zone présente notamment dans les jeux Sonic and Knuckles et Sonic Mania. Il s'agit d'une forteresse volante qui appartient à Eggman[a 68],[a 47].
- Flying Carpet Arena[Note 138] est une arène présente notamment dans le jeu Sonic the Fighters. Dans Sonic the Fighters, Amy Rose y est affrontée[a 34].
- Forest Falls Zone[Note 139] est une zone présente notamment dans le jeu Sonic Rivals. Cet environnement avec un sol en damier couvert d'herbe verte comprend un réseau de cours d'eau[a 53].
- Fourth Dimension Space[Note 140] est une zone présente notamment dans le jeu Sonic Shuffle. Il s'agit d'un espace sphérique qui permet l'existence des rêves[a 67].
- Frog Forest[Note 141] est une zone présente notamment dans le jeu Sonic Heroes. Les plantes de cette jungle tropicale poussent constamment[a 69].
  - Lost Jungle[Note 142] est une zone présente notamment dans le jeu Sonic Heroes. De géantes grenouilles y font pousser les plantes tandis que des grenouilles venimeuses produisent un acide dangereux[a 69].
- Frontier Canyon Zone[Note 143] est une zone présente notamment dans le jeu Sonic Rivals 2. Ce lieu désertique est jonché de constructions minières abandonnées[a 37].
- Frozen Base Zone[Note 144] est l'avant dernière zone de Sonic Superstars. C'est une base souterraine et gelée qui appartient au Dr. Eggman. Le 2ème acte rend hommage au jeu Fantasy Zone.
- Frozen Factory[Note 145] est une zone présente notamment dans le jeu Sonic Lost World. Cette aire industrielle comporte aussi un casino en plein air[a 57].

### G
- Gaia Gates[Note 146] est une zone présente notamment dans le jeu Sonic Unleashed. Cette construction surplombe le monde[a 64].
- Gene Gadget Zone[Note 147] est une zone présente notamment dans le jeu Sonic 3D Blast. C'est une construction industrielle riche en pièges électriques[a 58].
- Giant Wing Arena[Note 148] est une arène présente notamment dans le jeu Sonic the Fighters. Dans Sonic the Fighters, Sonic y est affronté[a 34].
- Gigapolis Zone ou Gigalopolis Zone[Note 149] est une zone présente notamment dans le jeu Sonic Chaos. Il s'agit d'un chantier en pleine nuit[a 70].
- Gimmick Mountain Zone[Note 150] est une zone présente notamment dans le jeu Sonic 2 (8 bits). Il s'agit d'une montagne de métal riche en pièges[a 28].
- Glyphic Canyon[Note 151] est une zone présente notamment dans le jeu Shadow. Les ruines qui s'y trouvent sont anciennes de 2 000 ans[a 50].
  - Sky Troops[Note 152] est une zone présente notamment dans le jeu Shadow. Ce sont les ruines du canyon, désormais volantes[a 43].
- Great Megalith[Note 153] est une zone présente notamment dans le jeu Sonic et le Chevalier noir. Ce lieu sert de prison et inclut des grottes souterraines cachées[a 55].
- Great Turquoise Zone[Note 154] est une zone présente notamment dans le jeu Sonic Triple Trouble. Cet environnement comprend des palmiers et des voies sous-marines[a 71].
- Green Grove Zone[Note 155] est une zone présente notamment dans le jeu Sonic 3D Blast. Ce lieu se caractérise par un sol en damier et des palmiers[a 58].

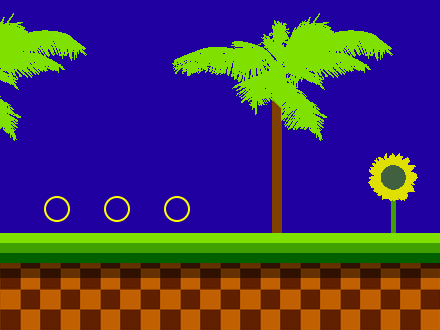
Réprésentation simplifiée de Green Hill Zone telle qu'elle apparaît dans les jeux en 2D.

- Green Forest[Note 156], ou White Jungle[Note 157], est une zone présente notamment dans le jeu Sonic Adventure 2. C'est un territoire forestier. Dans Sonic Adventure 2, Sonic et Shadow s'y affrontent[a 30],[a 33].

- Green Hill Zone[Note 158], ou Green Hill, est une zone présente notamment dans les jeux Sonic 1, Sonic Drift, Sonic Blast, Sonic Adventure 2, Sonic Generations, Sonic Mania et Sonic Forces. Il s'agit d'un environnement tropical, avec de nombreux palmiers et chutes d'eau. Elle se caractérise par un paysage en damier et plusieurs loopings. Dans Sonic Forces, du fait de la surexploitation due à l'activité d'Eggman, la zone est victime de désertification[a 72],[a 73],[a 74],[a 33],[a 46],[a 19],[a 47],[a 48],[78].
  - Green Hill Arena[Note 159] est une arène présente notamment dans le jeu Sonic Battle. Dans Sonic Battle, ce lieu est visitable une fois l'aventure principale terminée[a 25].
  - Green Hills Zone[Note 160] est une zone présente notamment dans le jeu Sonic 2 (8 bits)[a 28].
  - Mecha Green Hill Zone[Note 161] est une zone présente notamment dans le jeu Sonic Chaos. Il s'agit de Green Hills Zone intégralement robotisée par Eggman[a 18].
  - Neo Green Hill Zone[Note 162] est une zone présente notamment dans le jeu Sonic Advance. Il s'agit principalement d'un littoral[a 75].
- Green Island[Note 163], ou Guririn Island, est une zone présente notamment dans le jeu Tails Adventure. Ce lieu est contrôlé par Battle Kukku[a 42].
- GUN Fortress[Note 164] est une zone présente notamment dans le jeu Shadow. C'est une base secrète du GUN, en montagne[a 36].
- GUN's naval base[Note 165], ou Metal Harbor[Note 166], ou Weapons Bed[Note 167], est une zone présente notamment dans le jeu Sonic Adventure 2. C'est la principale base de la flotte du GUN[a 30],[a 33].
- Golden Capital Zone[Note 168] est une zone provenant du jeu Sonic Superstars. C'est un temple extravagant incrusté d'or, de noir et de blanc situé dans le désert. Cette zone s'inspire d'un concept art prévu à la base pour Sonic 1 sur Megadrive.

### H
- Hang Castle[Note 169] est une zone présente notamment dans le jeu Sonic Heroes. Il s'agit d'un mystérieux château hanté[a 62].
  - Mystic Mansion[Note 170] est une zone présente notamment dans le jeu Sonic Heroes. C'est l'intérieur du bâtiment[a 62].
- Haunted Ship[Note 171] est une zone présente notamment dans le jeu Sonic Rush Adventure. Ce bateau est hanté par des fantômes robotiques[a 8].
- Hedgehog Hammer[Note 172] est une zone présente notamment dans le jeu Sonic Adventure. C'est un jeu conçu par Eggman dans lequel il faut frapper des répliques de hérissons[a 61].
- Hidden Base[Note 173] est une zone présente notamment dans le jeu Sonic Adventure 2. Il s'agit d'une base secrète d'Eggman[a 30].
- Hidden Palace Zone[Note 174] est une zone présente notamment dans le jeu Sonic and Knuckles. C'est un lieu souterrain qui comprend des mosaïques, et surtout des autels an nom des Émeraudes du chaos. Dans Sonic and Knuckles, Sonic et Tails y affrontent Knuckles, alors manipulé par Eggman[a 68].
- Hill Top Zone[Note 175] est une zone présente notamment dans le jeu Sonic 2. C'est une montagne qui présente des caractéristiques de volcan actif[a 31].
- Holoska est une région présente notamment dans le jeu Sonic Unleashed. La zone Cool Edge[Note 176] s'y trouve. Elle se caractérise par une mer à la surface gelée[a 76].
- Holly Summit Arena[Note 177] est une arène présente notamment dans le jeu Sonic Battle. Dans Sonic Battle, l'entraînement y a lieu avec Chaos[a 25].
- Hot Crater Zone[Note 178] est une zone présente notamment dans le jeu Sonic Advance 2. Il s'agit d'une exploitation minière au-dessus de la lave[a 66].
- Hot Shelter[Note 179] est une zone présente notamment dans le jeu Sonic Adventure. Dans Sonic Adventure, le robot Gamma y vainc Zeta[a 61].
- Huge Crisis Zone[Note 180] est une zone présente notamment dans le jeu Sonic Rush. Ce lieu sert de port à la flotte du GUN[a 23].
- Hydrocity Zone[Note 181] , ou Hydro City Zone,est une zone présente notamment dans les jeux Sonic 3 et Sonic Mania. Il s'agit de catacombes inondées[a 26],[a 47].

### I

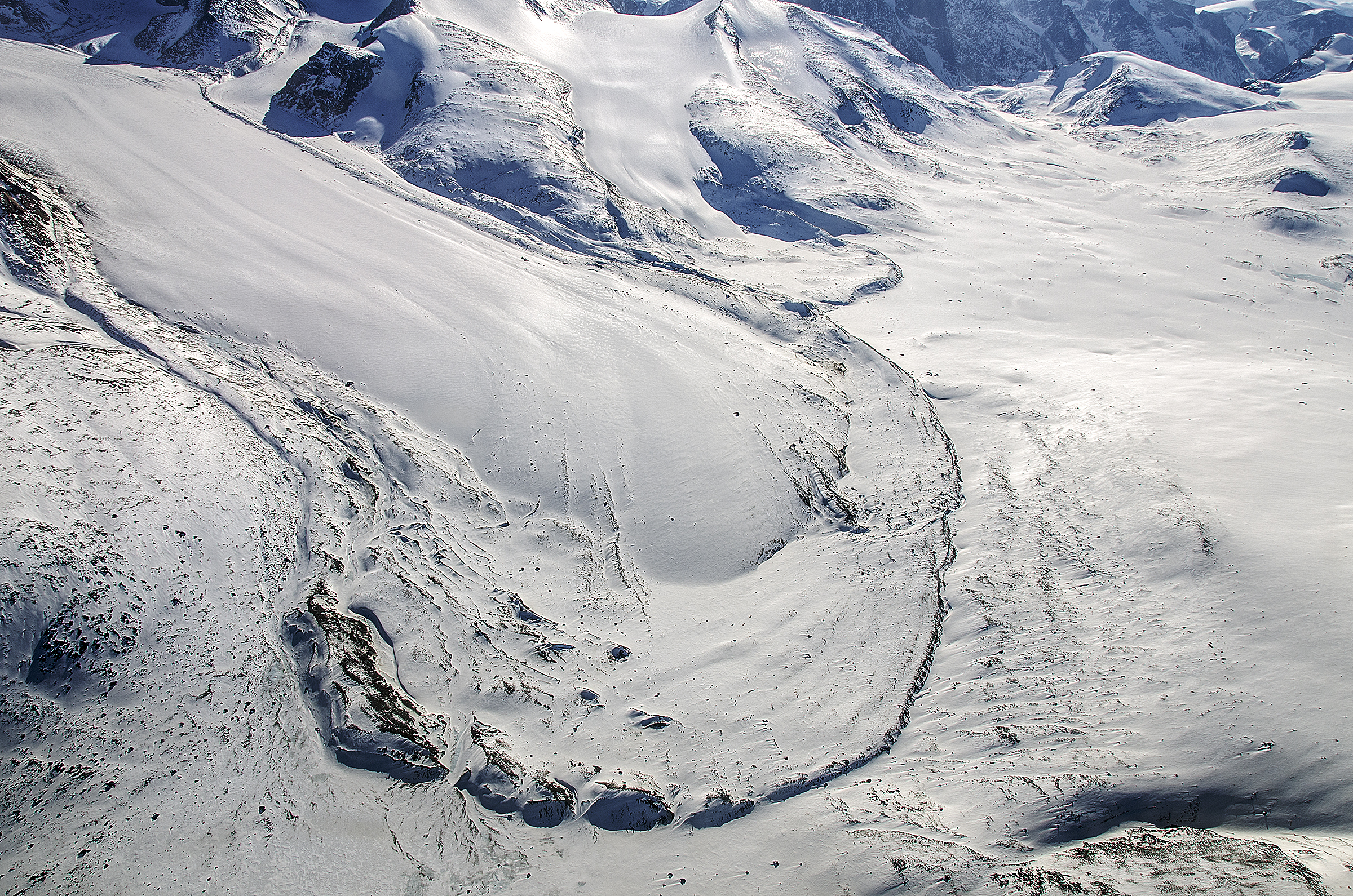
Possible apparence d'une zone comme Ice Cap Zone.

- Ice Cap Zone[Note 182], ou Ice Cap, est une zone présente notamment dans les jeux Sonic 3 et Sonic Adventure. Cet environnement se caractérise par des montagnes enneigées et des blocs de glace[a 26],[a 41].
- Ice Isle[Note 183] est une zone présente notamment dans le jeu SegaSonic[a 56].
- Ice Mountain Zone[Note 184] est une zone présente notamment dans le jeu Sonic Advance. Elle comprend des montagnes enneigées et des lacs aux surfaces gelées[a 27].
- Ice Paradise Zone[Note 185] est une zone présente notamment dans le jeu Sonic Advance 2. C'est un territoire au sol gelé[a 66].
- Iron Jungle[Note 186] est une zone présente notamment dans le jeu Shadow. Il s'agit d'un territoire contrôlé par Eggman[a 32].
- Isolated Island Zone[Note 187] est une zone présente notamment dans le jeu Knuckles' Chaotix. Dans Knuckles' Chaotix, Knuckles y sauve Espio[a 24].

### J
- Jungle Zone[Note 188] est une zone présente notamment dans le jeu Sonic 1 (8 bits). Comme son nom l'indique, il s'agit d'une jungle[a 10],[78].

### K
- Kingdom Valley[Note 189] est une zone présente notamment dans le jeu Sonic '06. Il s'agit d'anciennes ruines submergées[a 29].
- Knight's Passage[Note 190] est une zone présente notamment dans le jeu Sonic et le Chevalier noir. Ce chemin relie Faraway Avalon à Camelot Castle[a 39].

### L
- Les Labyrinths sont des zones présentes notamment dans le jeu Sonic Labyrinth[a 4].
  - Labyrinth of the sky[Note 191] est une zone présente notamment dans le jeu Sonic Labyrinth[a 4].
  - Labyrinth of the sea[Note 192] est une zone présente notamment dans le jeu Sonic Labyrinth[a 4].
  - Labyrinth of the factory[Note 193] est une zone présente notamment dans le jeu Sonic Labyrinth[a 4].
  - Labyrinth of the castle[Note 194] est une zone présente notamment dans le jeu Sonic Labyrinth[a 4].
- Labyrinth Zone[Note 195] est une zone présente notamment dans les jeux Sonic 1 et Sonic Drift. Il s'agit de ruines majoritairement submergées. Par ailleurs, il s'agit, comme le nom l'indique, d'un labyrinthe, dans lequel il faut s'aventurer sans carte de vue d'ensemble, ce qui facilite les pertes, d'autant plus que les tunnels qui permettent de s'y déplacer sont pour beaucoup remplis d'eau[a 72],[a 73],[78],[80],[81].
- Lagoon City Zone[Note 196] est une zone présente dans Sonic Superstars. Similaire à Hydrocity Zone de Sonic the Hedgehog 3, cette zone est une cité engloutie par les eaux et contient plusieurs toboggans.
- Lake Crystal[Note 197], ou Puru Puru Lake, est une zone présente notamment dans le jeu Tails Adventure. Ce chemin se parcourt très rapidement[a 42].
- Lake Rocky[Note 198], ou Rocky's sea, est une zone présente notamment dans le jeu Tails Adventure. La traversée de ce lac permet d'accéder à diverses îles[a 42].
- Landslide Limbo[Note 199] est une zone présente notamment dans le jeu SegaSonic[a 56].
- Launch Base Zone[Note 200] est une zone présente notamment dans le jeu Sonic 3. Eggman reconstruit dans ce chantier le Death Egg pour ensuite le remettre en orbite[a 26].
- Lava Mountain[Note 201] est une zone présente notamment dans le jeu Sonic Lost World. Dans Sonic Lost World, Sonic y vainc les zeti, dans leur repaire[a 57].
- Lava Powerhouse[Note 202] est une zone présente notamment dans le jeu Sonic Spinball. Ce site d'extraction se caractérise par une température particulièrement élevée[a 6].
- Lava Reef Zone[Note 203] est une zone présente notamment dans les jeux Sonic and Knuckles et Sonic Mania. Ce lieu souterrain est une mine de cristal. D'importants engins géothermiques s'y trouvent. Dans Sonic Mania, le lieu abrite les ruines de Hidden Palace Zone[a 68],[a 47].
- Lava Shelter[Note 204] est une zone présente notamment dans le jeu Shadow. C'est une base d'Eggman[a 36].
- Leaf Forest Zone[Note 205] est une zone présente notamment dans le jeu Sonic Advance 2. Il s'agit d'un environnement montagneux et verdoyant, avec quelques étendues d'eau[a 66].
- Levitated Ruin[Note 206] est une zone présente notamment dans le jeu Sonic and the Secret Rings. Ce sont des vestiges qui flottent dans les cieux[a 59].
- Library Arena[Note 207] est une arène présente notamment dans le jeu Sonic Battle. Dans Sonic Battle, l'entraînement y a lieu avec Cream[a 25].
- Lost labyrinth Zone[Note 208] est une zone présente notamment dans les jeux Sonic 4.1 et Sonic 4.Metal. Ce sont des ruines inondées et sombres. S'y aventurer nécessite alors une torche[a 12],[a 13].
- Lost World[Note 209] est une zone présente notamment dans le jeu Sonic Adventure. C'est un temple échidné ancestral, de la tribu à laquelle appartient Tikal[a 61].

### M
- Machine Labyrinth[Note 210] est une zone présente notamment dans le jeu Sonic Rush Adventure. Cette base héberge l'équipage de Captain Whisker[a 8].
- Mad Gear Zone[Note 211] est une zone présente notamment dans les jeux Sonic 4.1 et Sonic 4.Metal. Ce sont des ruines inondées et sombres. Cette installation sert d'usine à Eggman[a 12],[a 13].
- Mad Matrix[Note 212] est une zone présente notamment dans le jeu Shadow. C'est l'une des bases d'Eggman[a 43].
- Marble Zone[Note 213] est une zone présente notamment dans les jeux Sonic 1 et Sonic Drift. Il s'agit d'un lieu inondé de lave et en ruines, avec quelques vestiges de bâtiments, sur lesquels de petites représentations de lions sont sculptées en bas-reliefs. Au sein de la destruction se trouvent aussi des passages secrets[a 72],[a 73],[73],[78].
- Marble Garden Zone[Note 214] est une zone présente notamment dans le jeu Sonic 3. Un séisme causé par Eggman y cause l'effondrement de nombreuses constructions[a 26].
- Marina Madness Zone[Note 215] est une zone présente notamment dans le jeu Knuckles' Chaotix. Il y faut traverser des territoires inondés pour se déplacer d'une partie à l'autre du lieu[a 24].
- Mazuri est une région présente notamment dans le jeu Sonic Unleashed. La zone Savannah Citadel[Note 216] s'y trouve. Elle se caractérise par des baobabs géants[a 76].
- Meta Jungura Zone est une zone présente notamment dans le jeu Sonic Triple Trouble. C'est une jungle piégée[a 71].
- Metal Depot Arena[Note 217] est une arène présente notamment dans le jeu Sonic Battle. Dans Sonic Battle, l'entraînement y a lieu avec Chaos Gamma[a 25].
- Metal Island Zone[Note 218] est une zone présente notamment dans le jeu Tails' Skypatrol. Ce sont des forteresses aériennes et des plate-formes armées[a 54].
- Metallic Madness[Note 219], ou Metallic Madness Zone, est une zone présente notamment dans le jeu Sonic CD. Cette base d'Eggman aux technologies très avancées renferme de nombreux dangers. Dans Sonic CD, Sonic y vainc Eggman pour sauver Little Planet[a 7],[a 47].
- Meteor Base Zone[Note 220] est une zone présente notamment dans le jeu Sonic Rivals. Il s'agit d'une base spatiale construite par Eggman Nega dans l'objectif d'exploiter des météores[a 53].
- Metropolis Zone[Note 221], ou Metropolis, est une zone présente notamment dans le jeu Sonic 2. Il s'agit d'une machine de guerre d'Eggman, pleine de pièges[a 1],[a 63].
  - Grand Metropolis est une zone présente notamment dans le jeu Sonic Heroes[a 40].
  - Power Plant[Note 222] est une zone présente notamment dans le jeu Sonic Heroes[a 40].
- Mirage Road Zone[Note 223] est une zone présente notamment dans le jeu Sonic Rush. Il s'agit d'une pyramide piégée[a 23].
- Mirage Saloon Zone[Note 224] est une zone présente notamment dans le jeu Sonic Mania. Cet espace désertique comporte un saloon qui abrite des illusions de criminels[a 47].
- Mission Street[Note 225] est une zone présente notamment dans le jeu Sonic Adventure 2. Dans Sonic Adventure 2, Tails la traverse en étant poursuivi[a 30].
- Misty Lake[Note 226] est une zone présente notamment dans le jeu Sonic et le Chevalier noir. Dans Sonic et le Chevalier noir, Sonic y apprend les bases du duel à l'épée[a 39].
- Molten Mine[Note 227] est une zone présente notamment dans le jeu Sonic et le Chevalier noir. Cette tour est construite sur un volcan actif[a 39].
  - The Cauldron[Note 228] est une zone présente notamment dans le jeu Sonic et le Chevalier noir. Le terrain brûle[a 55].
- Moon Zone[Note 229] est une zone présente notamment dans le jeu Sonic Advance. Dans Sonic Advance, Super Sonic y vainc Eggman avant de quitter le satellite naturel[a 14].
- Mushroom Hill Zone[Note 230] est une zone présente notamment dans les jeux Sonic and Knuckles et Sonic Generations. Des champignons géants se trouvent dans cette forêt[a 68],[a 19],[68].
  - Mushroom Hill Arena[Note 231] est une arène présente notamment dans le jeu Sonic the Fighters. Dans Sonic the Fighters, Espio y est affronté[a 34].
- Music Plant Zone[Note 232] est une zone présente notamment dans le jeu Sonic Advance 2. Elle est particulièrement colorée et demande de produire de la musique par les mouvements dessus pour être traversée[a 66].
- Mystic Cave Zone[Note 233] est une zone présente notamment dans le jeu Sonic 2. C'est une mine souterraine, caractérisée par une obscurité lugubre[a 31],[82].
- Mystic Haunt Zone[Note 234] est une zone présente notamment dans le jeu Sonic Rivals 2. Il s'agit d'un manoir hanté par des fantômes[a 45].
- Mystic Jungle[Note 235] est une zone présente notamment dans le jeu Sonic Forces. Cette forêt inondée contient des temples[a 51].
- Mystic Ruins[Note 236] est une zone présente notamment dans le jeu Sonic Adventure. Il s'agit d'une montagne couverte de jungle et creusée de grottes[a 41].

### N
- Nature Zone[Note 237] est une zone présente notamment dans le jeu Sonic Shuffle. Il s'agit d'un bois luxuriant[a 67].
- Neon Palace Zone[Note 238] est une zone présente notamment dans le jeu Sonic Rivals 2. C'est un casino[a 37].
- Night Carnaval Zone[Note 239] est une zone présente notamment dans le jeu Sonic Rush. C'est une ville qui remplit intégralement un rôle de casino[a 23].
- Night Palace[Note 240] est une zone présente notamment dans le jeu Sonic and the Secret Rings. Ce somptueux palais appartient à Erazor Djinn[a 59].

### O

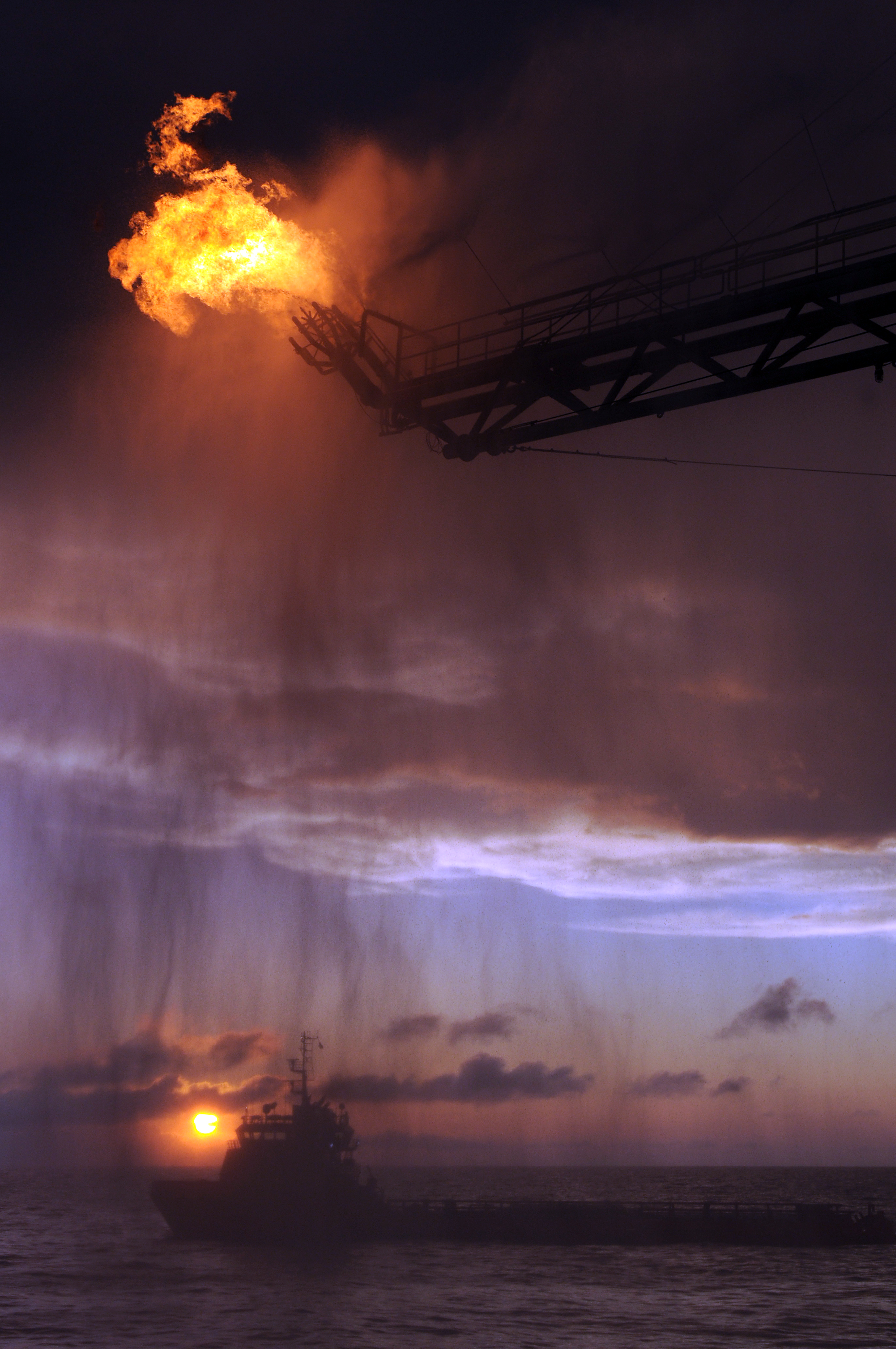
Possible apparence d'une zone en plate-forme pétrolière comme Oil Ocean Zone.

- Ocean Base[Note 241] est une zone présente notamment dans le jeu Sonic Advance 3. Il s'agit d'une base sous-marine submergée[a 44].
- Ocean Palace[Note 242] est une zone présente notamment dans le jeu Sonic Heroes. Cette île comprend d'ancestraux vestiges en ruines[a 77].
- Oil Desert Zone[Note 243] est une zone présente notamment dans le jeu Sonic 4.2. C'est une exploitation et une raffinerie au milieu du désert[a 13].
- Oil Ocean Zone[Note 244] est une zone présente notamment dans les jeux Sonic 2 et Sonic Mania. Elle est inondée de pétrole, ce qui la rend particulièrement inflammable. L'air y est pollué par l'activité industrielle[a 1],[a 47],[83].

### P
- Palmtree Panic[Note 245] est une zone présente notamment dans le jeu Sonic CD. Cet environnement tropical contient plusieurs tunnels. Sonic y rencontre Amy Rose[a 52].
- Panic Puppet Zone[Note 246] est une zone présente notamment dans le jeu Sonic 3D Blast. Eggman contrôle ce lieu[a 58].
- Le Parc d'attractions interstellaire d'Eggman est un lieu présent notamment dans le jeu Sonic Colours[a 78].
  - Aquarium Park[Note 247] est une zone présente notamment dans le jeu Sonic Colours. Ce monde est couvert d'étendues d'eau, de récifs artificiels et de constructions à l'architecture de style japonais[a 78].
  - Asteroid Coaster[Note 248] est une zone présente notamment dans le jeu Sonic Colours. Elle se compose de rails qui relient des astéroïdes entre eux[a 78].
  - Planet Wisp est une zone présente notamment dans les jeux Sonic Colours et Sonic Generations. Il s'agit de la planète d'origine des wisps. Toutefois, cet écosystème est dégradé par l'exploitation minière et les chantiers développées par Eggman[a 78],[a 46].
  - Starlight Carnaval[Note 249] est une zone présente notamment dans le jeu Sonic Colours. C'est une flotte de vaisseaux spatiaux faite pour un carnaval[a 78].
  - Sweet Mountain[Note 250] est une zone présente notamment dans le jeu Sonic Colours. Ce monde est couvert de confiseries tels des gâteaux ou des pop-corns par exemple[a 78].
  - Terminal Velocity[Note 251] est une zone présente notamment dans le jeu Sonic Colours. Dans Sonic Colours, Sonic y vient à bout d'Eggman et de ses néga-wisps[a 79].
  - Tropical Resort[Note 252] est une zone présente notamment dans le jeu Sonic Colours et Sonic Generations. Ce territoire fait partie du parc d'attractions interstellaire d'Eggman[a 78],[a 19].
- Pinball Carnival Zone[Note 253] est une zone venant de Sonic Superstars. C'est un parc d'attractions situé sur les Northstar Islands.
- Pirate Storm[Note 254] est une zone présente notamment dans le jeu Sonic and the Secret Rings. C'est une mer agitée par de violents vents et par d'importantes vagues[a 59].
- Pirates' Island[Note 255] est une zone présente notamment dans le jeu Sonic Rush Adventure. Cette ville ancestrale est cachée dans les fonds marins[a 8].
- Plant Kingdom[Note 256] est une zone présente notamment dans le jeu Sonic Rush Adventure. Cet environnement mêle végétaux et robots[a 8].
- Polly Mountain[Note 257], ou Poli Poli, est une zone présente notamment dans le jeu Tails Adventure. Ce mont comprend de nombreuses cavernes et est couvert d'herbe. Une grande partie de la montagne finit submergée par de la lave[a 42].
  - Polly Mountain 1, ou Poli Poli Mt. 1, est une zone présente notamment dans le jeu Tails Adventure[a 42].
  - Polly Mountain 2, ou Poli Poli Mt. 2, est une zone présente notamment dans le jeu Tails Adventure[a 42].
- Poloy Forest[Note 258] est une zone présente notamment dans le jeu Tails Adventure. Il s'agit d'un environnement forestier en train de brûler[a 42].
- Press Factory Zone[Note 259] est une zone qui est présente dans le jeu Sonic Superstars. C'est une usine appartenant au Dr. Eggman. L'acte 1 implique une presse géante en arrière-plan qui fait sauter le joueur à intervalles réguliers. L'acte 2 implique cette fois un drone d'Eggman qui poursuit le joueur et qui fonctionne avec une minuterie.
- Press Garden Zone[Note 260] est une zone présente notamment dans le jeu Sonic Mania. Il s'agit d'un labyrinthe de ruines, au milieu d'une forêt rasée, dans lequel la propagande écrite d'Eggman est produite[a 47],[83].
- Prison Island[Note 261] est une zone présente notamment dans le jeu Shadow. Ce territoire appartient au GUN[a 50].
  - Iron Gate[Note 262] est une zone présente notamment dans le jeu Sonic Adventure 2. C'est une aire de la base secrète du GUN qui abrite le Projet Shadow[a 33].
  - Prison Lane[Note 263] est une zone présente notamment dans le jeu Sonic Adventure 2. Cet environnement se situe dans Prison Island[a 30].
- Pumpkin Hill[Note 264] est une zone présente notamment dans le jeu Sonic Adventure 2. Cette butte est hantée par des Jack-o'-lantern[a 30].
- Pyramid Cave[Note 265] est une zone présente notamment dans le jeu Sonic Adventure 2. Il s'agit d'une base secrète d'Eggman[a 30].

### Q
- Quartz Quadrant Zone[Note 266] est une zone présente notamment dans le jeu Sonic CD. C'est une mine où Eggman extrait des minéraux[a 52].

### R
- Radical Highway[Note 267] est une zone présente notamment dans les jeux Sonic Adventure 2 et Sonic Generations. Dans Sonic Adventure 2, Shadow y affronte le GUN[a 33],[a 19].
- Radical Train[Note 268] est une zone présente notamment dans le jeu Sonic '06. Il s'agit d'une voie ferroviaire de la vallée de Soleanna[a 29].
- Rail Canyon Zone[Note 269], ou Rail Canyon, est une zone présente notamment dans les jeux Tails' Skypatrol et Sonic Heroes. Elle se compose principalement d'une forêt de pins et d'un réseau ferroviaire[a 54],[a 69].
  - Bullet Station[Note 270] est une zone présente notamment dans le jeu Sonic Heroes. C'est un train d'Eggman[a 69].
- Red Mountain[Note 271] est une zone présente notamment dans le jeu Sonic Adventure. Dans Sonic Adventure, le robot Gamma y vainc Epsilon[a 61].
- Red Volcano Zone[Note 272] est une zone présente notamment dans le jeu Sonic Blast. Ce territoire rocheux est en grande partie couvert de lave[a 17].
- Riot Train[Note 273] est une zone présente notamment dans le jeu Sonic Shuffle. Il s'agit d'une locomotive en constant en constante agitation[a 67].
- Robotnik Winter Zone[Note 274] est une zone présente notamment dans le jeu Sonic Triple Trouble. Elle se compose de plaines et de pentes enneigées, ainsi que de profonds tunnels[a 71].
- Route 99 est une zone présente notamment dans le jeu Sonic Advance 3. Il s'agit d'une ville où se trouvent de nombreux badnicks[a 44].
- Route 101 est une zone présente notamment dans le jeu Sonic Adventure 2. Dans Sonic Adventure 2, Tails y poursuit le Président[a 30].
- Route 280 est une zone présente notamment dans le jeu Sonic Adventure 2. Dans Sonic Adventure 2, Rouge y poursuit Tails[a 33].
- Ruin Wood Zone[Note 275] est une zone présente notamment dans le jeu Tails' Skypatrol. Il s'agit d'un réseau de grottes souterraines[a 54].
- Rusty Ruin Zone[Note 276] est une zone présente notamment dans le jeu Sonic 3D Blast. Il s'agit de vestiges qui comportent des chemins cachés[a 58].

### S

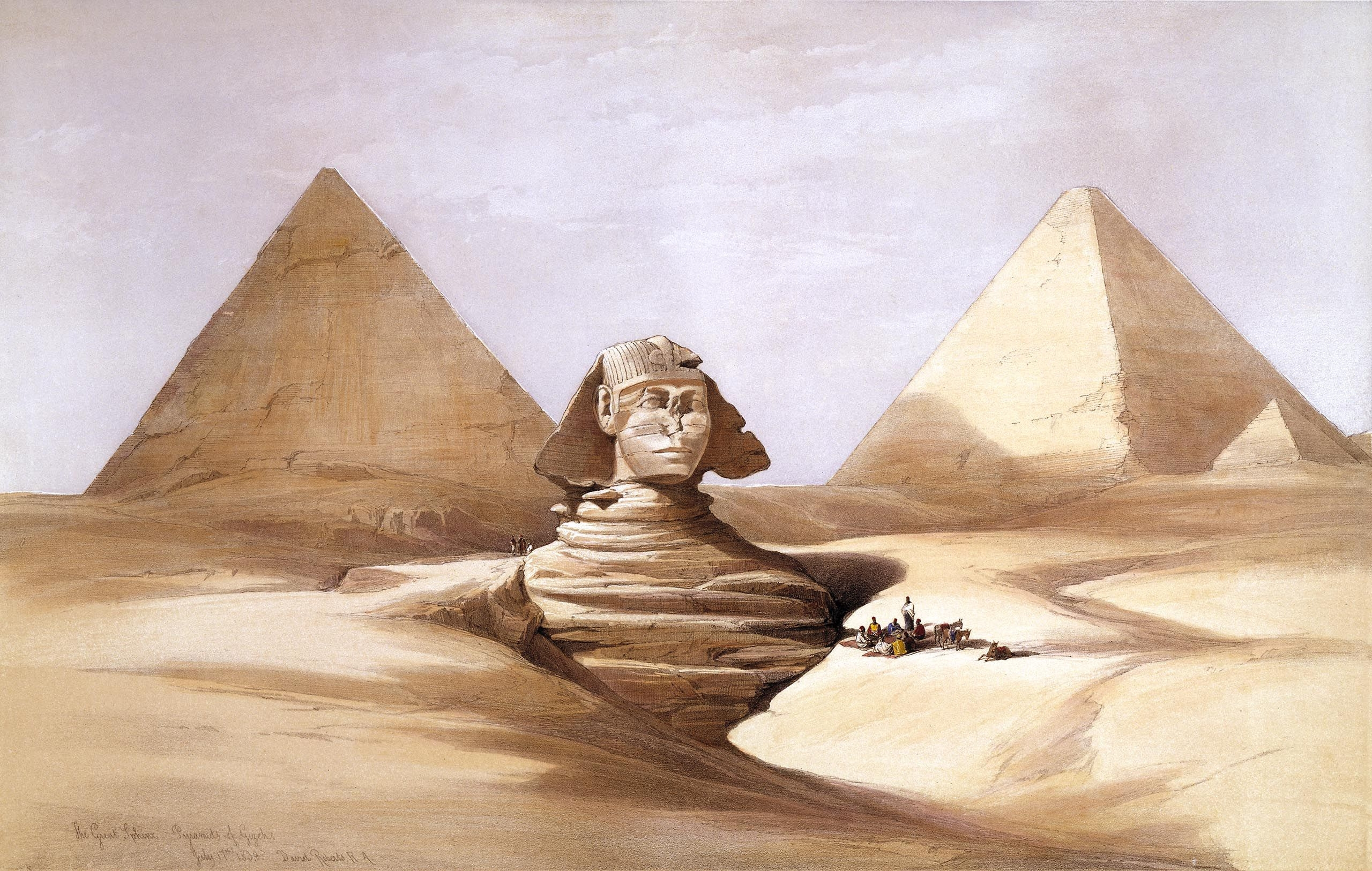
Possible apparence d'une zone désertique comme Sandopolis Zone.

- Sand Hill[Note 277] est une zone présente notamment dans le jeu Sonic Adventure. C'est un désert[a 61].
- Sand Oasis[Note 278] est une zone présente notamment dans le jeu Sonic and the Secret Rings. Il s'agit de ruines d'une cité ancestrale inondées[a 59].
- Sand Ocean[Note 279] est une zone présente notamment dans le jeu Sonic Adventure 2. Ce désert abrite une base secrète[a 33].
- Sand Sanctuary Zone[Note 280] est une zone de Sonic Superstars. C'est un temple désertique abandonné vaguement similaire à Sandopolis Zone de Sonic and Knuckles. Cette zone se compose d'un seul acte.
- Sandopolis Zone[Note 281] est une zone présente notamment dans le jeu Sonic and Knuckles. Couverte de dunes, elle comprend aussi une pyramide cachée hantée par des fantômes[a 68],[68].
- Scrambled Egg Zone[Note 282] est une zone présente notamment dans le jeu Sonic 2 (8 bits). C'est un labyrinthe de voies souterraines[a 28].
  - Sleeping Egg Zone[Note 283] est une zone présente notamment dans le jeu Sonic Chaos. C'est une base qu'Eggman est en train de construire[a 70].
  - Electric Egg Zone[Note 284] est une zone présente notamment dans le jeu Sonic Chaos. Cette amélioration de Scrambled Egg Zone est opérationnelle, et donc particulièrement armée[a 18].
- Scrap Brain Zone[Note 285] est une zone présente notamment dans les jeux Sonic 1 et Sonic Drift. Ce lieu est construit sur des vestiges qui évoquent fortement Labyrinth Zone. S'y trouvent de nombreux pièges mortels, tels des précipices, des broyeurs, des scies, des lance-flammes ou des générateurs d'électricité[a 9],[a 80],[78].
- Seaside Hill[Note 286] est une zone présente notamment dans les jeux Sonic Heroes et Sonic Generations. Cet environnement présente un sol en damier caractéristique, ainsi que des vestiges inondés d'anciens palais[a 77],[a 46].
- Secret Base Zone[Note 287] est une zone présente notamment dans le jeu Sonic Advance. Ce repaire secret d'Eggman remplit aussi une fonction industrielle[a 75].
- Security Hall[Note 288] est une zone présente notamment dans le jeu Sonic Adventure 2. C'est une base du GUN[a 33].
- Shamar est une région présente notamment dans le jeu Sonic Unleashed. La zone Arid Sands[Note 289] s'y trouve. Elle se caractérise par d'anciennes ruines et un désert[a 81].
- Silver Castle Zone[Note 290] est une zone présente notamment dans le jeu Sonic Blast. Cette base d'Eggman ressemble fortement au Death Egg de l'intérieur[a 17].
- Shrouded Forest[Note 291] est une zone présente notamment dans le jeu Sonic et le Chevalier noir. Cette forêt est corrompue par un pouvoir maléfique[a 55].
- Silent Forest[Note 292] est une zone présente notamment dans le jeu Sonic Lost World. Cette jungle marécageuse cache un temple ancestral[a 57].
- Skeleton Dome[Note 293] est une zone présente notamment dans le jeu Sonic and the Secret Rings. Ce territoire est dirigé par King Solomon sous forme squelettique[a 59].
- Sky Babylon[Note 294] est une zone présente notamment dans le jeu Sonic Rush Adventure. Ce sont des ruines volantes, avec des ballons de cristal[a 8].
- Sky Base Zone[Note 295] est une zone présente notamment dans le jeu Sonic 1 (8 bits). Des pièges tels des canons à feu ou des champs électriques s'y trouvent. Dans Sonic 1 (8 bits), Sonic y affronte sans anneau une machine d'Eggman[a 10],[78].
- Sky Canyon Zone[Note 296] est une zone présente notamment dans le jeu Sonic Advance 2. Ce lieu aérien cache plusieurs pièges mortels[a 66].
- Sky Chase Zone[Note 297], ou Sky Chase, ou Tornado Defense[Note 298], est une zone présente notamment dans les jeux Sonic 2, Sonic Adventure et Sonic Unleashed. C'est le ciel dans lequel le Tornado, avion de Tails, affronte les badnicks d'Eggman[a 1],[a 41],[a 61],[a 64].
- Sky Fortress Zone[Note 299] est une zone présente notamment dans le jeu Sonic 4.2. Cette flotte de vaisseaux appartient à Eggman[a 13].
- Sky High Zone[Note 300] est une zone présente notamment dans le jeu Sonic 2 (8 bits). Il s'agit d'un ciel composé de nuages étonnamment denses[a 82].
- Sky Park Zone[Note 301] est une zone présente notamment dans le jeu Sonic Rivals. Ce lieu propose un carnaval nocturne[a 53].
- Sky Rail[Note 302] est une zone présente notamment dans le jeu Sonic Adventure 2. Dans Sonic Adventure 2, Shadow y poursuit Tails[a 33].
- Sky Road[Note 303] est une zone présente notamment dans le jeu Sonic Lost World. Ce sont des portions de terrains qui lévitent dans le ciel[a 57].
- Sky Sanctuary Zone[Note 304] est une zone présente notamment dans les jeux Sonic and Knuckles et Sonic Generations. Il s'agit d'un temple aérien. Dans Sonic and Knuckles, Sonic, à la poursuite du Death Egg, y affronte Mecha Sonic, de retour après sa défaite à bord du Death Egg[a 68],[a 46].
- Sky Temple Zone[Note 305] est une zone provenant de Sonic Superstars. C'est un temple qui flotte au-dessus des Northstar Islands. Cette zone n'a qu'un seul acte.
- South Island Arena[Note 306] est une arène présente notamment dans le jeu Sonic the Fighters. Dans Sonic the Fighters, Knuckles y est affronté[a 34].
- Spagonia est une région présente notamment dans le jeu Sonic Unleashed et Sonic Generations. La zone Rooftop Run[Note 307] s'y trouve. Elle se caractérise par une tour centrale avec une horloge[a 81],[a 46].
- Speed Jungle Zone[Note 308] est une zone qui provient du jeu Sonic Superstars. Il s'agit d'une jungle luxuriante remplie de vestiges mécaniques. Sonic aura notamment une altercation contre Fang The Hunter. L'acte 2 comporte des zones sombres qui peuvent être illuminées avec un papillon.
- Speed Slider Zone[Note 309] est une zone présente notamment dans le jeu Knuckles' Chaotix. L'architecture de la construction permet de la franchir très rapidement[a 24].
- Splash Hill Zone[Note 310] est une zone présente notamment dans les jeux Sonic 4.1 et Sonic 4. Metal. Elle se caractérise par le sol en damier et les nombreux loopings[a 12],[a 83].
- Spring Stadium Zone[Note 311] est une zone présente notamment dans le jeu Sonic 3D Blast. De nombreux ressorts s'y trouvent, ainsi que des pièges cachés dans les décorations[a 58].
- Spring Yard Zone[Note 312] est une zone présente notamment dans les jeux Sonic 1 et Sonic Drift. Elle se caractérise notamment par la forte présence de plateformes en mouvement vertical et par sa structure qui cause des déplacements proches de ceux qui auraient lieu dans un flipper[a 72],[a 73],[78].
- Stardust Speedway[Note 313], ou Stardust Speedway Zone, est une zone présente notamment dans les jeux Sonic CD et Sonic Mania. Une course y oppose Sonic à Metal Sonic[a 7],[a 47],[83].
- Star Light Zone[Note 314] est une zone présente notamment dans les jeux Sonic 1 et Sonic Drift. C'est une construction qui utilise des technologies avancées, mais en chantier. De nombreux loopings s'y trouvent, ainsi que des balances qui permettent des sauts à hauteur plus importante[a 9],[a 80],[78].
- Station Square[Note 315] est une zone présente notamment dans le jeu Sonic Adventure. Dans Sonic Adventure, Eggman cherche à y construire son propre parc d'attractions[a 41].
  - Speed Highway[Note 316] est une zone présente notamment dans les jeux Sonic Adventure et Sonic Generations. Il s'agit d'un circuit de course[a 61],[a 46].
- Studipolis Zone[Note 317] est une zone présente notamment dans le jeu Sonic Mania. Elle prend la forme d'un énorme studio de télévision de mégapole. Des satellites, des machines à pop-corn et des accès au métro s'y trouvent[a 47],[84].
- Sunset Forest Zone[Note 318] est une zone présente notamment dans le jeu Sonic Rivals 2. Ce bois comprend des arbres géants et des chutes d'eau[a 37].
- Sunset Hill[Note 319] est une zone présente notamment dans le jeu Sonic Advance 3. Cet environnement tropical est riche en loopings[a 44].
- Sunset Park Zone[Note 320] est une zone présente notamment dans le jeu Sonic Triple Trouble. Il s'agit d'un chemin ferroviaire[a 71].
- Sylvania Castle Zone[Note 321] est une zone présente notamment dans le jeu Sonic 4.2. Ce sont des vestiges près du Never Lake[a 12].

### T
- Techno Base Zone[Note 322] est une zone présente notamment dans le jeu Sonic Advance 2. C'est le principal serveur du réseau informatique d'Eggman[a 66].
- Techno Tower Zone[Note 323] est une zone présente notamment dans le jeu Knuckles' Chaotix. De nombreuses actions y sont requises pour permettre de s'y déplacer[a 3].
- The Machine[Note 324] est une zone présente notamment dans le jeu Sonic Spinball. Cette usine d'Eggman exploite beaucoup d'animaux pour permettre son fonctionnement[a 6].
- Tidal Plant Zone[Note 325] est une zone présente notamment dans le jeu Sonic Triple Trouble. Il s'agit d'une centrale hydroélectrique[a 21].
- Tidal Tempest[Note 326] est une zone présente notamment dans le jeu Sonic CD. Il s'agit de vestiges submergés et contenant plusieurs pièges[a 52].
- Titanic Monarch Zone[Note 327] est une zone présente notamment dans le jeu Sonic Mania. Cette base est à sa construction la plus grande machine de guerre d'Eggman. L'intérieur y évoque les décorations d'une cathédrale[a 47].
- Titanic Plain[Note 328] est une zone présente notamment dans le jeu Sonic et le Chevalier noir. Dans Sonic et le Chevalier noir, des géants y enlèvent des villageois[a 39].
- Toxic Caves[Note 329] est une zone présente notamment dans le jeu Sonic Spinball. C'est un lieu d'extraction souterrain[a 6].
- Toy Kingdom[Note 330] est une zone présente notamment dans le jeu Sonic Advance 3. Ce parc à thème est piégé par Eggman[a 44].
- Trap Tower[Note 331] est une zone présente notamment dans le jeu SegaSonic[a 56].
- Tropical Coast[Note 332] est une zone présente notamment dans le jeu Sonic Lost World. Dans Sonic Lost World, Zik, un zeti, en fait ses jardins personnels jusqu'à être défait[a 57].
- Tropical Jungle[Note 333] est une zone présente notamment dans le jeu Sonic '06. Cette jungle inondée est riche en végétaux et en champignons[a 29].
- True Area 53[Note 334] est une zone présente notamment dans le jeu Sonic Advance 2. C'est l'espace en orbite[a 15].
- Turquoise Hill Zone[Note 335] est une zone présente notamment dans le jeu Sonic Chaos. Elle se caractérise par la forte présence de ressorts[a 70].
- Twinkle Park[Note 336] est une zone présente notamment dans le jeu Sonic Adventure. L'accès y est présenté comme gratuit pour les couples[a 61].
  - Twinkle Circuit[Note 337] est une zone présente notamment dans le jeu Sonic Adventure. Ce lieu propose une course qui permet d'accéder à Twinkle Park[a 61].
- Twinckle Snow[Note 338] est une zone présente notamment dans le jeu Sonic Advance 3. Cet environnement nordique est intégralement enneigé[a 44].

### U
- Under Ground Zone[Note 339] est une zone présente notamment dans le jeu Sonic 2 (8 bits). Il s'agit d'un tunnel de métro qui s'effondre partiellement[a 82].

### V
- Veg-O-Fortress est une zone présente notamment dans le jeu Sonic Spinball. Ce lieu finalise la chaîne de construction utilisée par Eggman jusqu'à sa destruction[a 6].

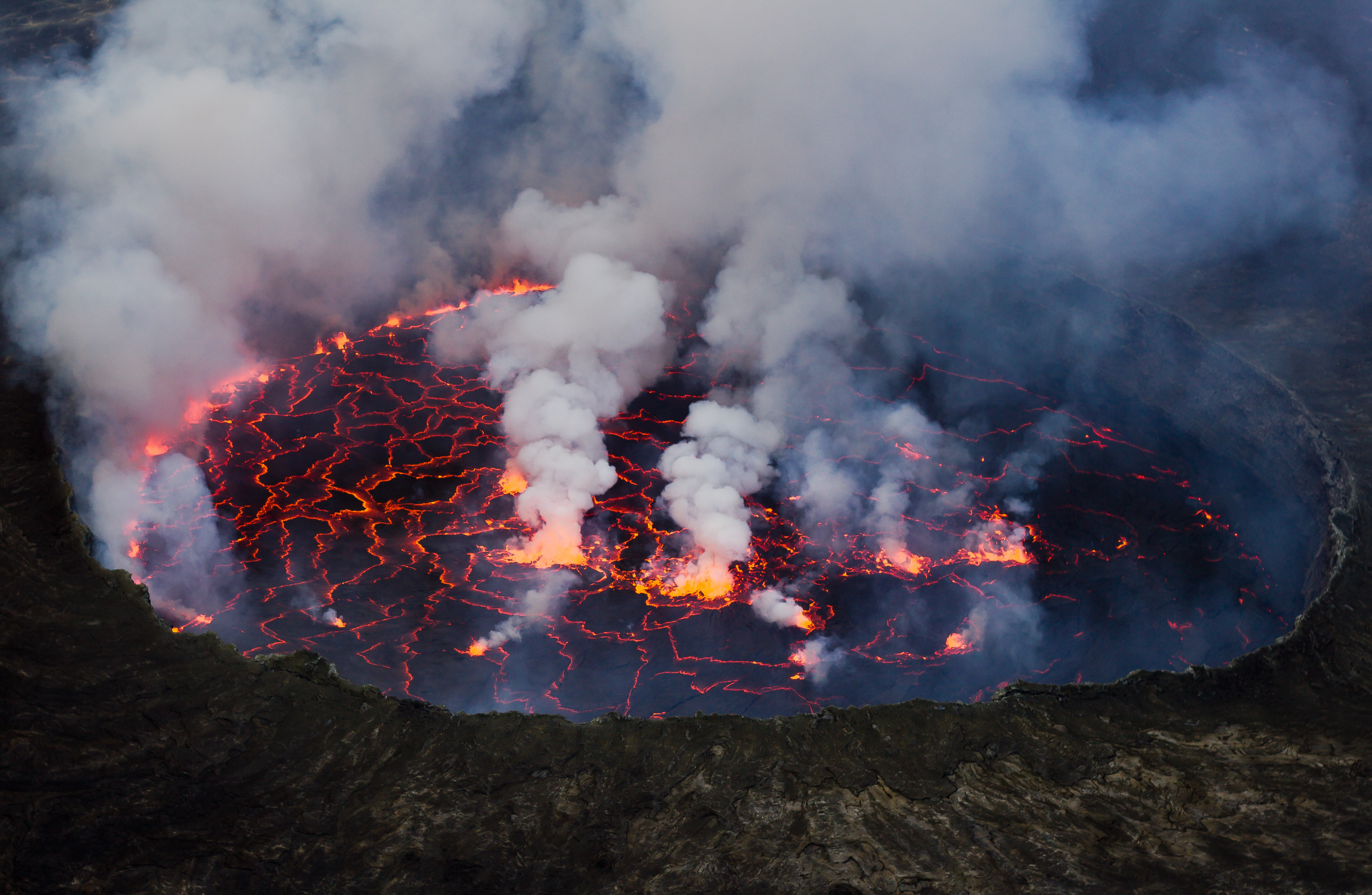
Possible apparence d'une zone volcanique comme Volcano Valley Zone.

- Volcano Tunnel[Note 340], ou Padon Tunnel, est une zone présente notamment dans le jeu Tails Adventure. Il s'agit d'anciens vestiges qui abritent des chemins cachés[a 42].
- Volcano Valley Zone[Note 341] est une zone présente notamment dans le jeu Sonic 3D Blast. Ce lieu inondé par la lave comporte des tunnels secrets[a 58].
- Volcano Vault[Note 342] est une zone présente notamment dans le jeu SegaSonic[a 56].

### W
- Wacky Workbench[Note 343] est une zone présente notamment dans le jeu Sonic CD. Ce lieu de travail présente un certain nombre de machines, utiles ou dangereuses[a 7].
- Water Palace Zone[Note 344] est une zone présente notamment dans les jeux Sonic Rush et Sonic Generations. Ce sont les vestiges d'une ville littorale[a 23],[a 19].
- Wave Ocean[Note 345] est une zone présente notamment dans le jeu Sonic '06. C'est un littoral rocheux[a 60].
- Westopolis[Note 346] est une zone présente notamment dans le jeu Shadow. Dans Shadow, les Black Arms commencent par assiéger cette cité[a 50].
  - Lethal Highway[Note 347] est une zone présente notamment dans le jeu Shadow. Cette route permet de quitter Westopolis[a 50].
- White Acropolis[Note 348] est une zone présente notamment dans le jeu Sonic '06. Cette chaîne de montagnes enneigées sert de base à Eggman[a 29].
- White Park Zone[Note 349] est une zone présente notamment dans le jeu Sonic 4.2. Ce paysage est un parc d'attractions enneigé envahi par Eggman[a 12].
- Wild Canyon[Note 350] est une zone présente notamment dans le jeu Sonic Adventure 2. Ce lieu contient d'anciennes ruines[a 30].
- Wild Water Way[Note 351] est une zone présente notamment dans le jeu SegaSonic[a 56].
- Windy Hill[Note 352] est une zone présente notamment dans le jeu Sonic Lost World. Elle se caractérise par son sol en damier, ses grottes et ses loopings[a 57].
- Windy Valley[Note 353] est une zone présente notamment dans le jeu Sonic Adventure. Dans Sonic Adventure, le robot Gamma y vainc Delta[a 41].
- Wing Fortress Zone[Note 354] est une zone présente notamment dans le jeu Sonic 2. Ce vaisseau d'Eggman lui permet de se rendre en orbite[a 1].
- World Entrance Zone[Note 355] est une zone présente notamment dans le jeu Knuckles' Chaotix. Dans Knuckles' Chaotix, Knuckles y affronte et vainc Metal Sonic[a 3].

### Y
- Yellow Desert Zone[Note 356] est une zone présente notamment dans le jeu Sonic Blast. Il s'agit d'un désert couvert de dunes et hébergeant des grottes[a 17].